# Centaur (étage de fusée)
Pour les articles homonymes, voir Centaur.

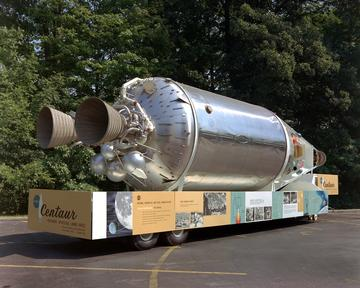
Étage Centaur utilisé pour le lancement d'une sonde Surveyor).

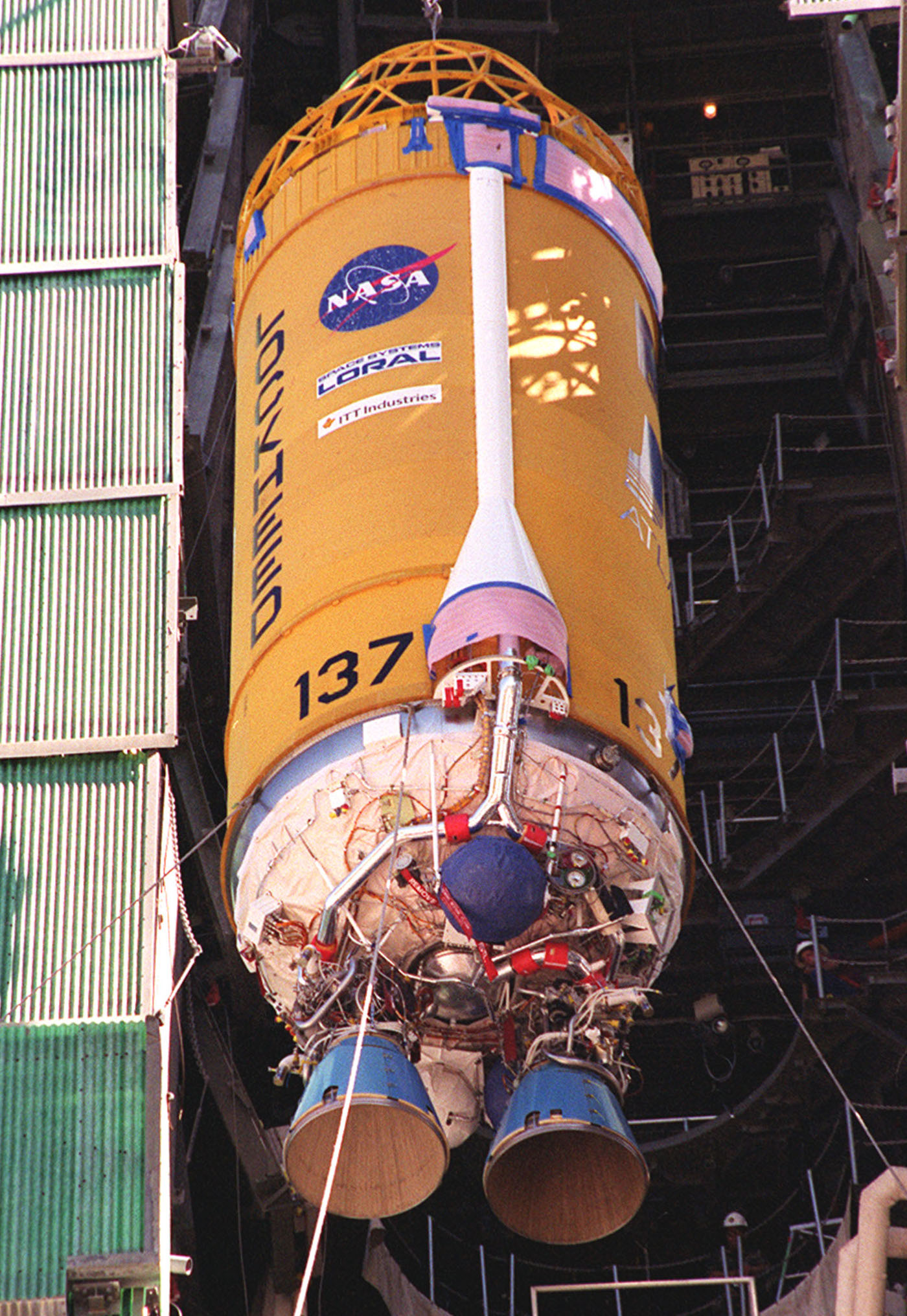
Étage Centaur-2A d'une fusée Atlas IIA (2000).

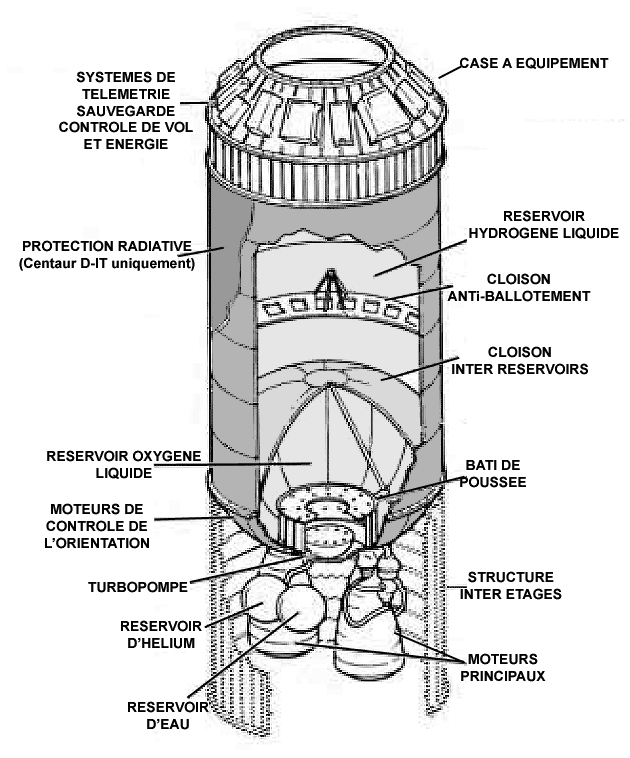
Schéma de l'étage Centaur.

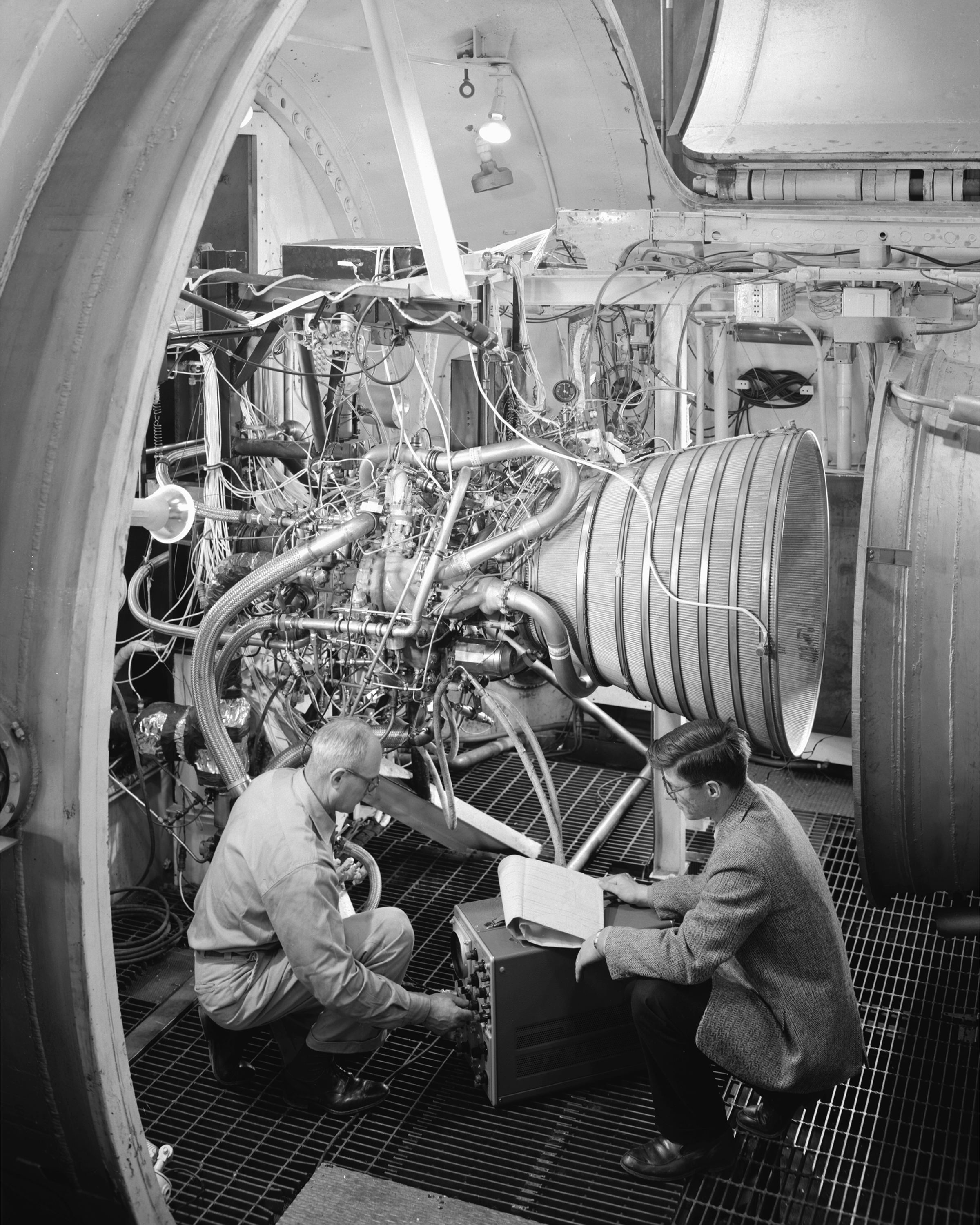
Le moteur RL-10, en cours de tests dans les locaux de la NASA (1962).

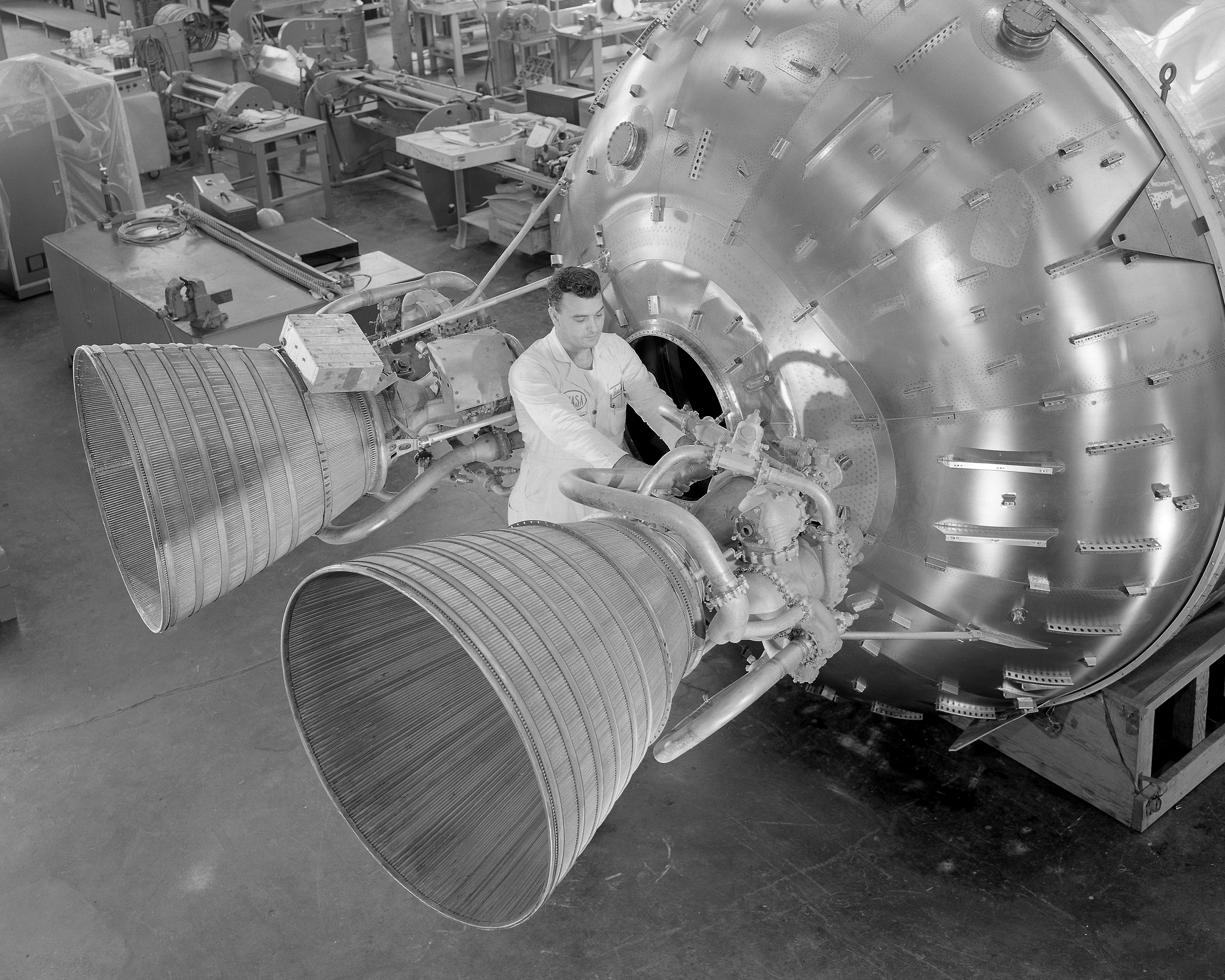
Les moteurs sont attachés directement au fond du réservoir pour raccourcir la longueur de l'étage (1964).

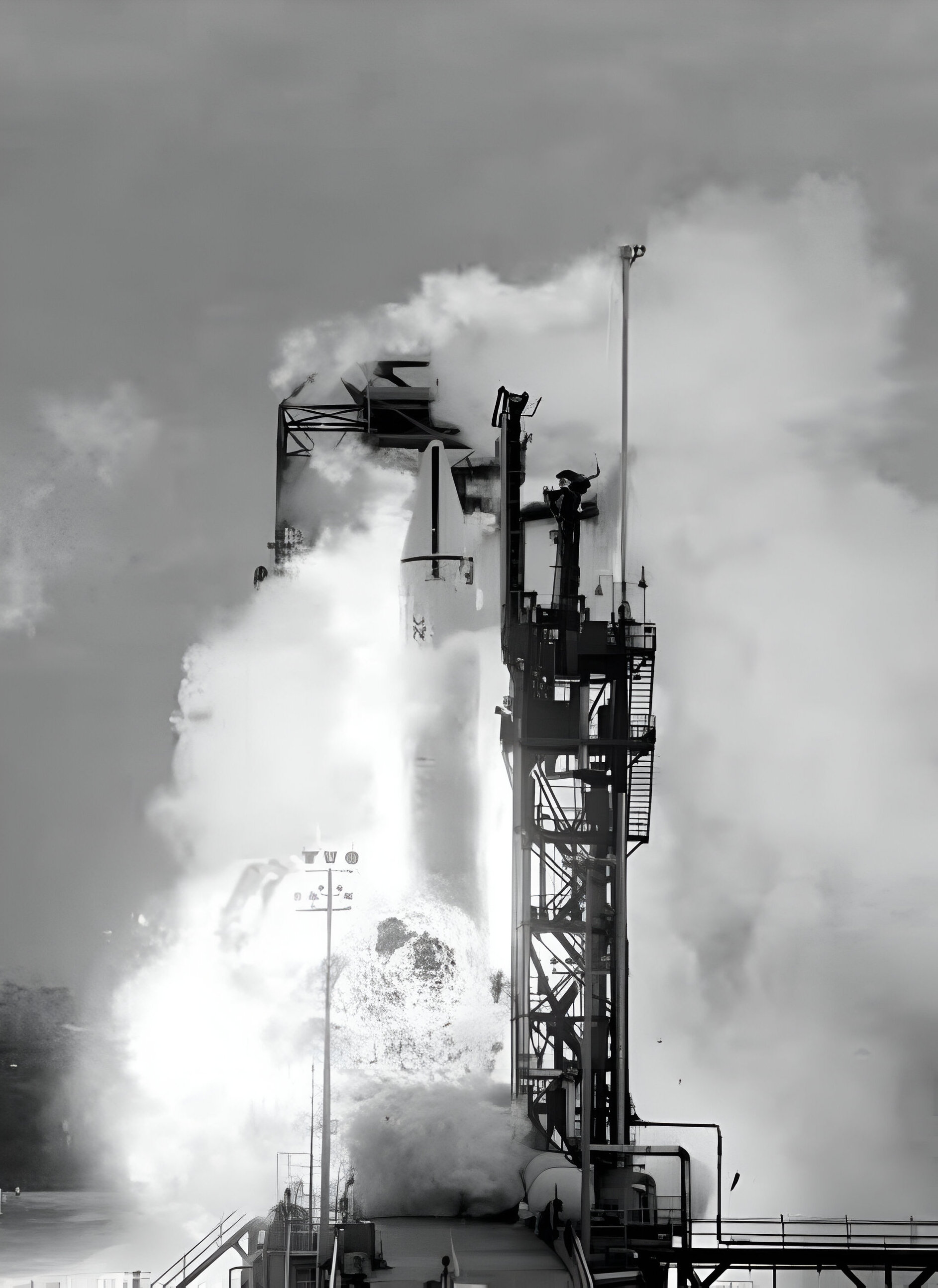
Explosion au lancement du vol d'essai AC-5 (1965).

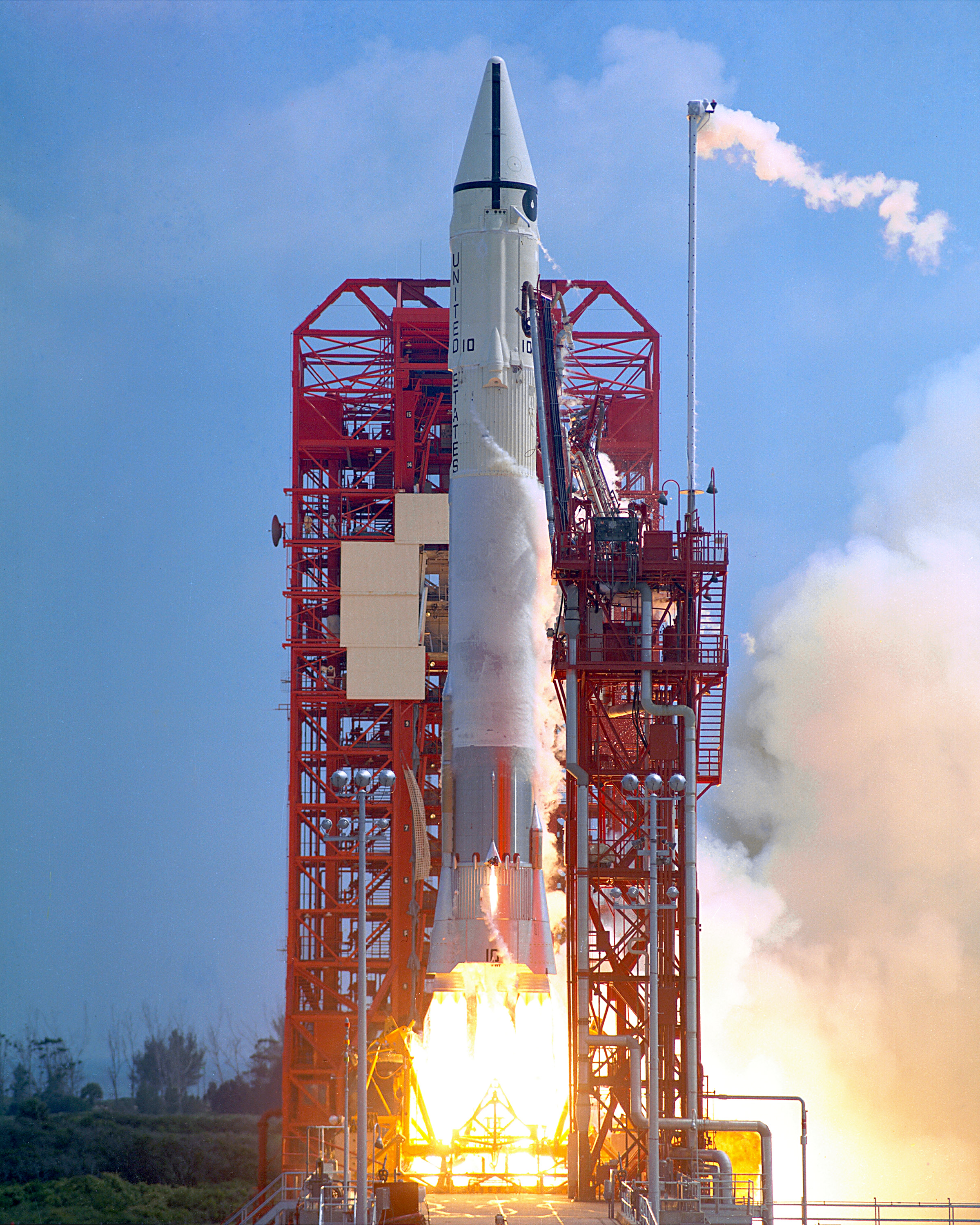
Lancement de Surveyor I par une fusée Atlas Centaur (1966).

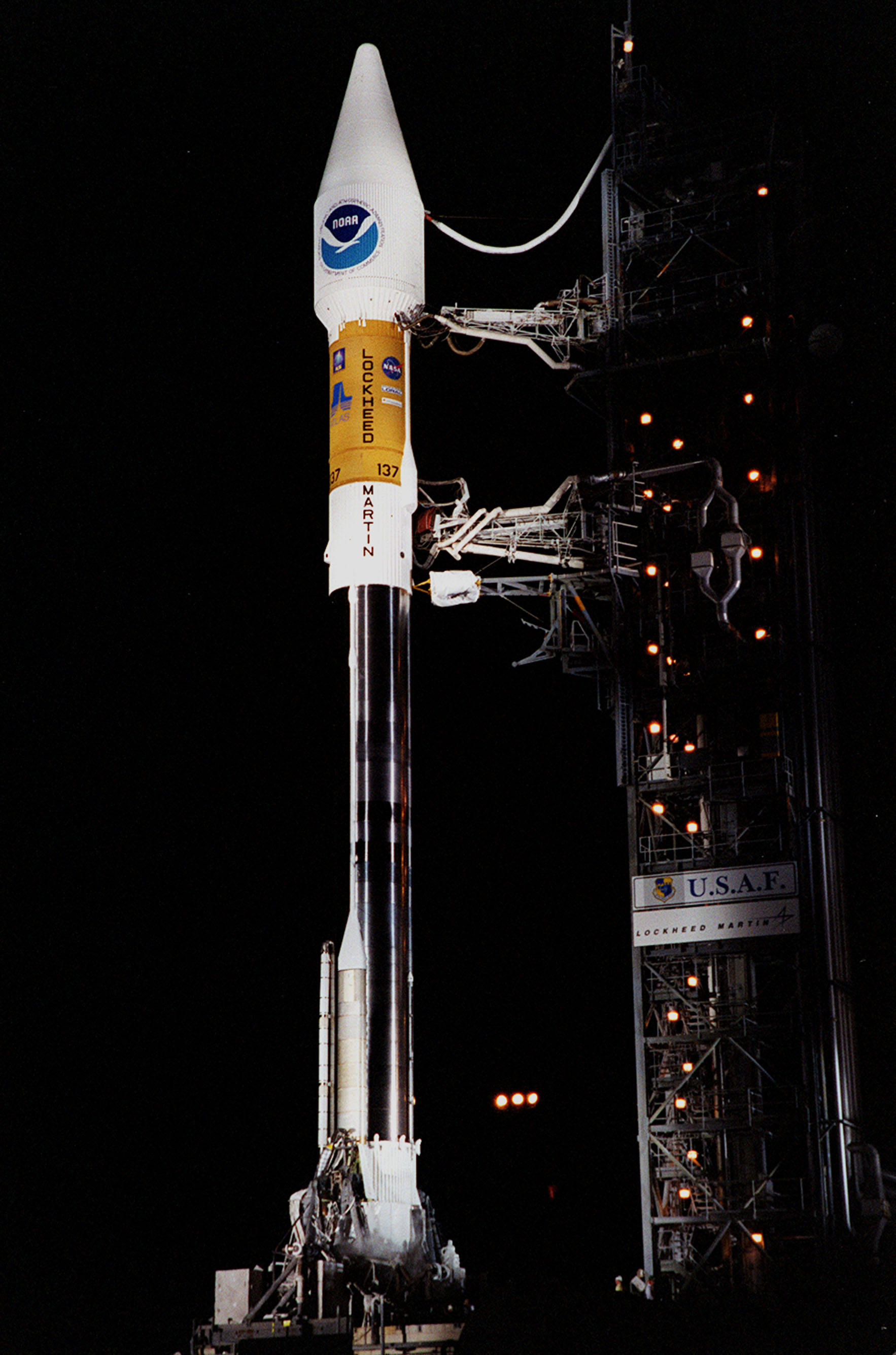
Lancement d'un satellite météo GOES par une Atlas II (2000).

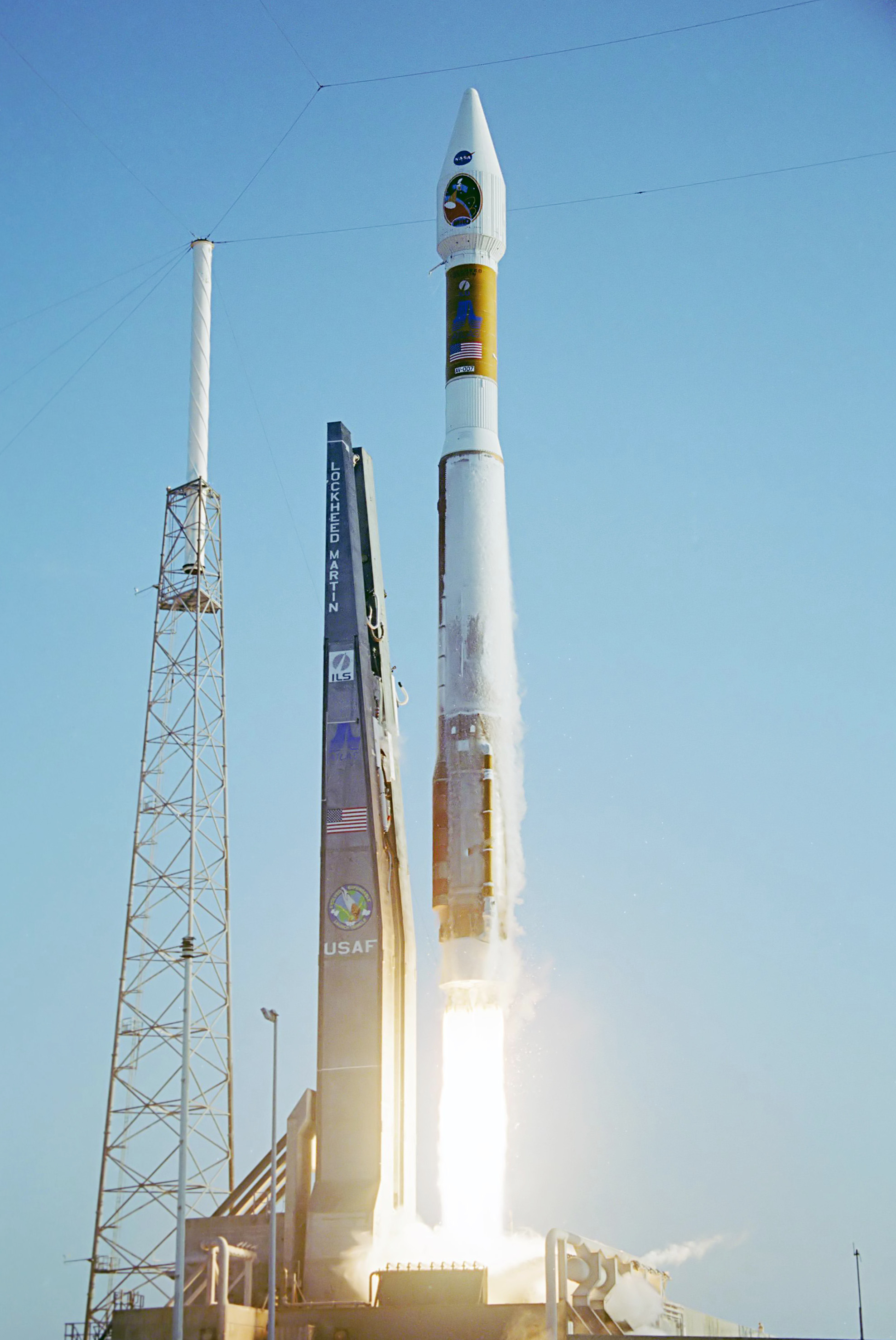
Lancement d'une fusée Atlas V, emportant la sonde Mars Reconnaissance Orbiter (2005).

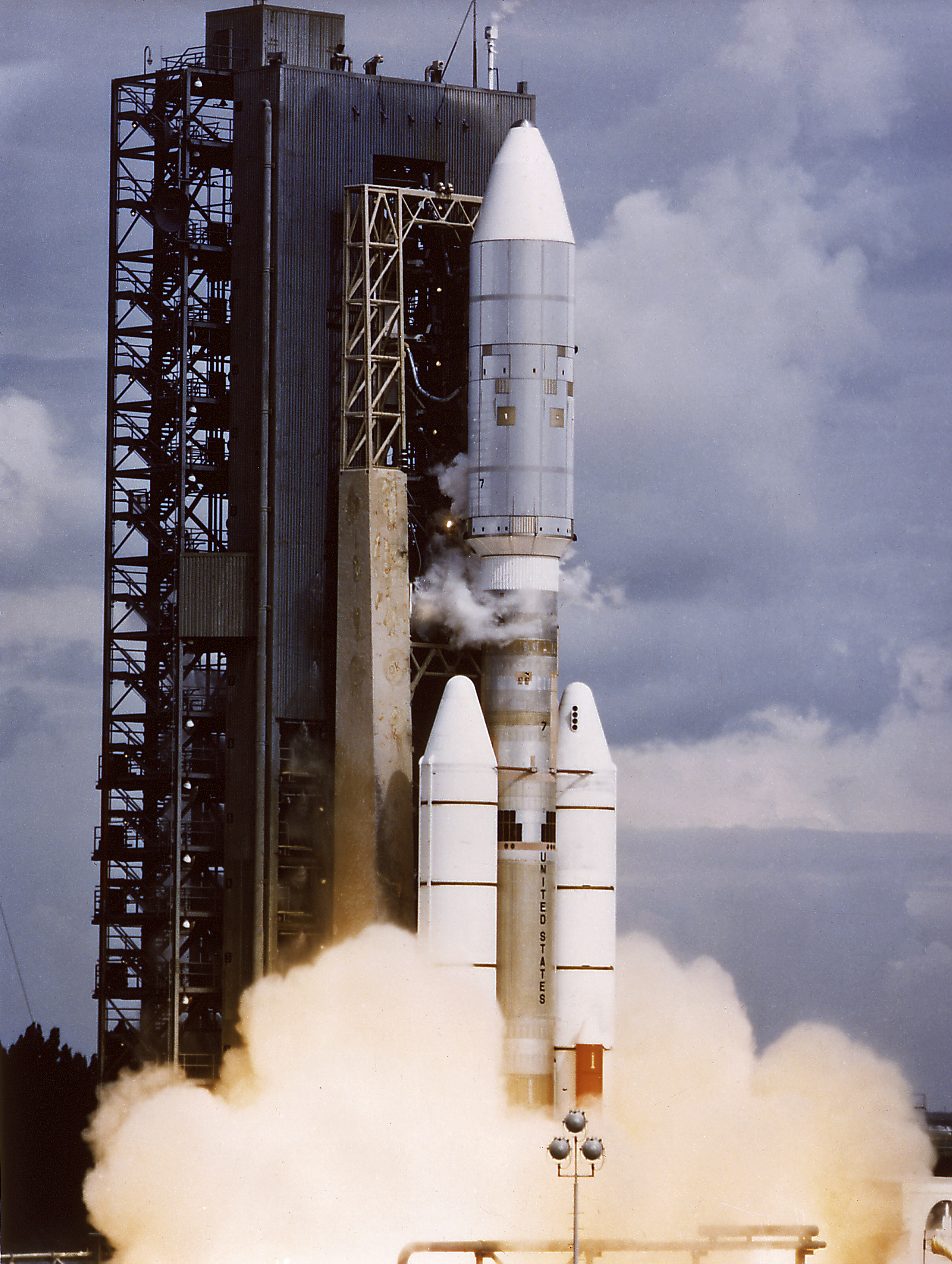
Une fusée Titan 3E Centaur emporte la sonde Voyager II.

Centaur est un étage supérieur de fusée, développé à la fin des années 1950 pour les besoins de l'agence spatiale américaine (NASA), et utilisé jusqu'à aujourd'hui sur plusieurs types de lanceurs. Ce fut le premier étage de fusée à mettre en œuvre le couple d'ergols hydrogène liquide (LH2) / oxygène liquide (LOX), très performant mais également très difficile à maîtriser. Par ailleurs, l'étage Centaur reprenait la technique de construction de la fusée Atlas, avec une structure très allégée qui contribue à ses performances mais qui le rend très vulnérable aux chocs et le contraignant à être sous haute pression pour ne pas s'effondrer sur lui-même.
Le développement de l'étage Centaur fut particulièrement long, en raison de son caractère innovant, mais également du fait d'une gestion de projet chaotique : démarré en 1956 comme une simple étude chez le constructeur de la fusée Atlas, l'étage Centaur prit une importance cruciale lorsque la course à l'espace fut lancée. Le projet fut marqué par plusieurs échecs au lancement et des dépassements budgétaires et calendaires très importants, qui faillirent entraîner son arrêt. Le premier lancement réussi eut lieu en 1965.
De nombreuses versions de l'étage Centaur furent développées par la suite : elles partageaient presque toutes certaines caractéristiques : le diamètre de 3,05 m, la longueur d'environ 10 m, le moteur-fusée utilisé (un ou deux RL-10), monté sur cardans et dont la puissance est passée progressivement de 6,67 tonnes à 11 tonnes de poussée, la structure très allégée, constituée de deux réservoirs-ballon en acier inoxydable dotés d'une paroi commune, et enfin une stabilisation sur trois axes.
L'étage Centaur est utilisé sur plusieurs générations de lanceurs Atlas et Titan depuis 1965. Ses performances sont mises à contribution pour le lancement de nombreuses sondes spatiales (Surveyor, New Horizons...) et satellites géostationnaires. 171 vols (au mois de septembre 2014) ont eu recours à un étage Centaur, en n'incluant pas les lancements des Delta, dont le deuxième étage n'utilise plus la dénomination de Centaur, bien que s'inscrivant dans sa descendance.

## Genèse de l'étage Centaur
L'étage Centaur fut le premier étage de fusée conçu pour utiliser comme carburant l'hydrogène liquide. Le choix de cet ergol, performant mais d'emploi difficile, ainsi qu'une gestion de projet souvent déficiente, est à l'origine d'une phase de développement particulièrement longue, s'étalant de 1956 à 1965.

### L'hydrogène: un grand potentiel et un défi technique
L'utilisation de l'hydrogène liquide, combiné avec de l'oxygène liquide, constitue le carburant le plus efficace pour une fusée, puisqu'il fournit entre 35 et 40 % de puissance supplémentaire que toute autre combinaison d'ergols. Mais son utilisation représente un grand défi technique : pour le conserver liquéfié, il est nécessaire de le maintenir à une température inférieure à −253 °C (soit 70 °C de moins que l'oxygène liquide). À cette température, le métal des réservoirs devient cassant. De plus, la petite taille de la molécule d'hydrogène lui permet de s'infiltrer dans les micro-fissures des réservoirs et facilite les fuites. Malgré son potentiel reconnu, aucun constructeur astronautique ne s'était lancé, en 1956, dans la construction d'une fusée utilisant l'hydrogène.

### Premières études
Krafft Ehricke, un des ingénieurs venus d'Allemagne avec Wernher von Braun, est le premier à concevoir un étage de fusée utilisant l'hydrogène, en 1956. À l'époque, Ehricke est employé chez Convair, filiale de General Dynamics, constructeur de l'Atlas qui est le missile balistique intercontinental en cours de développement le plus ambitieux côté américain. L'ingénieur imagine d'ajouter à la fusée un deuxième étage de même diamètre, utilisant de l'hydrogène et de l'oxygène liquide, pour en faire un lanceur à usage civil. La structure de ce second étage reprend l'architecture mise au point par l'ingénieur d'origine belge Charlie Bossart pour la fusée Atlas : les réservoirs sont structuraux (c'est-à-dire qu'ils jouent à la fois le rôle de coque externe et de réservoir) et sont dépourvus de longerons : s'ils ne sont pas maintenus sous pression, ils s'effondrent sous leur propre poids. Cette technique de construction, délicate à maîtriser et relativement coûteuse, permet d'alléger au maximum le poids de la fusée. Les études sur le nouvel étage, baptisé Centaur, sont initialement financées sur fonds propres par Convair.

### Le moteur-fusée RL-10
La course à l'espace entre les américains et les soviétiques, déclenchée par la mise en orbite de Spoutnik 1, souligne la faiblesse des lanceurs américains, incapables de placer des charges lourdes en orbite. Elle attire l'attention de l'Armée de l'Air américaine sur l'étude d'Ehricke qui, en exploitant le potentiel de l'hydrogène, pourrait permettre de combler cet écart. Dans un tout autre domaine, l'US Air Force tente déjà d'exploiter le surcroît de puissance fourni par l'hydrogène pour la propulsion d'un avion espion prototype (projet Suntan), utilisant un turboréacteur consommant ce gaz. Les ingénieurs du constructeur américain de moteurs d'avions Pratt & Whitney, chargés de la propulsion, ont mis au point, en exploitant les caractéristiques de l'hydrogène liquide, une solution élégante, simple et efficace permettant de faire tourner la turbine amenant l'hydrogène dans la chambre de combustion tout en refroidissant les parois de celle-ci. Ehricke comprend que ce concept, appliqué à un moteur-fusée, simplifie énormément sa conception, tout en permettant de le rallumer en toute fiabilité dans le vide, même après un arrêt total prolongé. L'US Air Force passe un contrat de développement en août 1958 avec Ehricke et Convair, dont le montant est fixé initialement à 36 millions de dollars (42 millions avec le système de guidage et les installations de lancement). Le contrat stipule que six prototypes de fusées Atlas-Centaur doivent être développés en utilisant des moteurs développés par Pratt and Whitney. Le premier vol est fixé à janvier 1961.

### Les caractéristiques de l'étage Centaur
L'étage Centaur est constitué de deux réservoirs ballons : le réservoir d'hydrogène, le plus volumineux, est situé au-dessus du réservoir d'oxygène. Entre les deux, une paroi double permet d'isoler sur le plan thermique les deux ergols, dont la différence de température atteint 70 °C. Le bâti, qui répercute la poussée des moteurs sur l'étage, est situé à l'intérieur du réservoir d'oxygène pour réduire la longueur de l'étage, ce qui contribue en retour à diminuer son poids. Pour limiter la montée en température de l'hydrogène, provoquée par l'échauffement aérodynamique durant la première partie du vol, quatre protections thermiques en fibre de verre sont apposées à l'extérieur du réservoir d'hydrogène et larguées par des charges pyrotechniques dès que la pression aérodynamique a suffisamment diminué. Deux moteurs RL-10, mis au point par Pratt & Whitney, propulsent l'étage. Ils peuvent être rallumés lorsque Centaur et sa charge utile sont placés en orbite, ce qui doit permettre d'élargir la fenêtre de lancement des sondes spatiales et d'envisager la prise en charge complète des satellites géostationnaires. L'étage dispose de petits moteurs-fusées, prenant en charge le contrôle son orientation sur les trois axes, et d'un système de guidage qui lui permet d'assumer des missions complexes. Dans la première version, l'étage avait un diamètre de 3,05 m — une caractéristique qu'il conservera par la suite — pour une longueur de 9,10 m et pesait 15,8 tonnes au départ, pour une masse à vide de 1,6 tonne, dont 320 kg d'isolation thermique larguée en altitude.

### Un projet en difficulté
En juillet 1959, la NASA reprend la responsabilité du projet Centaur, qui relevait jusque-là de l'Armée de l'Air américaine. L'agence spatiale américaine, qui vient d'être créée à partir des structures existantes du NACA, a en effet vocation à gérer tous les projets spatiaux qui poursuivent des objectifs civils. L'US Air Force assure toujours le pilotage opérationnel du projet, tout en faisant ses rapports à la structure de la NASA chargée du développement des lanceurs, le centre de vol spatial Marshall, dirigé par Wernher Von Braun. L'étage Centaur et son moteur se retrouvent bientôt sur le chemin critique de plusieurs projets prioritaires.
- L'Armée de l'Air veut utiliser l'étage Centaur pour lancer ses satellites de télécommunications, car elle prévoit que leur masse croissante va prochainement dépasser les capacités de l'étage Agena utilisé jusqu'à présent.
- Von Braun, responsable du développement des fusées Saturn, s'est laissé convaincre, malgré ses fortes réticences initiales, de développer un étage propulsé par de l'hydrogène et a retenu à cet effet le moteur RL-10 en cours de mise au point pour l'étage Centaur.
- La NASA décide de confier aux futurs Atlas-Centaur le lancement des sondes spatiales, Mariner en 1959 et Surveyor en 1961, malgré le scepticisme affiché du Jet Propulsion Laboratory, chargé du développement de ces 2 programmes.

Les problèmes, soulevés à la fois par l'utilisation de l'hydrogène et une gestion du projet chaotique, se multiplient en 1960 et 1961 chez les constructeurs (le motoriste et Convair) : cela se traduit par un dérapage marqué du planning du projet, ainsi qu'une diminution des performances de l'étage par rapport à ce qui avait été annoncé. Le Centre Marshall, hostile au projet et accaparé par le développement de la fusée Saturn, n'assume pas son rôle de pilote. Fin 1961, la fusée Atlas-Centaur est installée sur sa rampe de lancement sur l'aire 36 de Cap Canaveral, mais les problèmes de conception qui affectent la structure, les moteurs et le système de guidage, ainsi que la mise au point de l'intégration de l'étage Centaur avec le premier étage Atlas, repoussent régulièrement le lancement.

### L'échec du vol AC-1
Le lanceur à deux étages AC-1 (Atlas-Centaur 1) décolle finalement le 8 mai 1962 de Cap Canaveral. La fusée est détruite 52 secondes après le décollage par une explosion : les protections thermiques se sont détachées et l'hydrogène du réservoir est entré en ébullition, libérant par les évents existants une grande quantité de gaz qui a été enflammée par les flammes des moteurs du premier étage, déclenchant l'explosion du lanceur. L'affaire est jugée suffisamment grave pour déclencher une enquête du Congrès américain. Von Braun tente de faire annuler le projet, mais celui-ci est soutenu par la hiérarchie de la NASA. Pour assurer une gestion plus efficace du projet, la supervision du développement est confiée fin 1962 au Centre de Recherche de Lewis de la NASA (Cleveland, Ohio), qui a jusque-là joué un rôle pionnier dans le développement de la propulsion utilisant l'hydrogène. Celui-ci prend également en charge les évolutions de l'étage Agena, d'une conception plus classique et donc moins puissant. Cette réorganisation s'accompagne d'une injection de moyens humains et financiers importants chez le constructeur et dans l'agence spatiale, ainsi qu'une implication beaucoup plus forte de la NASA à toutes les étapes, en particulier en phase de test. Un équipement qui n'a aujourd'hui encore aujourd'hui aucun équivalent dans le monde, le Spacecraft Propulsion Research Facility (B-2), est construit à une centaine de kilomètres du centre de Lewis, pour permettre de tester le fonctionnement de l'étage Centaur dans des conditions simulant le vide.
Désormais situé sur le chemin critique du programme Apollo, pour son rôle dans le lancement des sondes Surveyor chargées d'évaluer la tenue du sol lunaire à la pression (incidence sur l'architecture du module lunaire), le projet passe en priorité nationale en décembre 1962, ce qui lui garantit une meilleure qualité de service de la part des sous-traitants. Abe Silverstein, responsable du centre Lewis, décide, pour limiter les risques, de supprimer dans une première version de l'étage la possibilité de rallumer le moteur, qui devient un vrai casse-tête technique avec l'emploi de l'hydrogène. L'équipe chargée du développement de la sonde Surveyor, au JPL, s'oppose fortement mais en vain à cette décision : cette restriction implique que les lancements effectués durant une grande partie de l'année, ne pouvant être recalés en orbite, sont susceptibles d'aboutir à un atterrissage durant la longue nuit lunaire, un traitement auquel la sonde risque de ne pas survivre. Les tests extensifs et l'implication des acteurs permirent de résoudre un grand nombre de problèmes techniques qui n'avaient parfois pas été détectés jusque-là.

### Une mise au point difficile
Le 17 novembre 1963, l'Atlas-Centaur AC-2, aboutissement de travaux intensifs de dix-huit mois, est lancée de Cap Canaveral. L'importance de l'événement est soulignée par le fait que le président Kennedy se rend en personne sur le site de lancement quelques jours avant le lancement (il sera assassiné quelques jours plus tard). Le vol est un succès même si, pour sécuriser l'essai, les protections thermiques, normalement largables, ont été pour ce vol arrimées de manière définitive à l'étage Centaur. Il était temps, car, quelques mois plus tard, l'équipe de Von Braun faisait décoller avec succès une fusée Saturn I comportant un second étage propulsé par six RL-10 consommant de l'hydrogène, dont le développement avait démarré pourtant bien plus tard. Les télémesures indiquaient que le système de fixation de la protection thermique n'aurait pas tenu si le dispositif largable n'avait pas été supprimé : il fallait donc en revoir la conception. En avril 1964, le coût du projet était réévalué et fixé contractuellement avec Convair à 354 millions de dollars.
Le test suivant, AC-3, en juin 1964, est un échec à cause d'une défaillance du système hydraulique du premier étage du lanceur, mais les techniciens ont toutefois pu vérifier que le nouveau système de largage de la protection thermique fonctionnait. Le vol AC-4, lancé le 11 décembre 1964, met en évidence un problème de stabilisation de l'étage Centaur : une fois le moteur arrêté, l'étage se met à tournoyer de manière incontrôlée. Les ingénieurs de la NASA découvrent, en effectuant des tests au sol, qu'en impesanteur l'hydrogène liquide se plaque le long des parois et que les évents, réagissant mal, larguent à la fois les gaz résultant de l'évaporation progressive de l'hydrogène, mais également de l'hydrogène liquide, créant un couple de forces à l'origine des mouvements incontrôlés de la fusée. Le fonctionnement de l'évent est modifié et subordonné aux données fournies par un capteur détectant la présence de gaz ou de liquide. Le vol AC-5 s'annonçait prometteur, car toutes les difficultés semblaient avoir été aplanies. Le 3 mars 1965, le lanceur, après s'être élevé d'un mètre cinquante, victime d'une défaillance d'un capteur, coupe l'alimentation des moteurs, retombe sur le sol, et explose en détruisant une grande partie des installations de lancement sans faire de victimes : ce fut alors le pire accident au lancement de Cap Canaveral depuis sa création. Une deuxième aire de lancement, jouxtant celle détruite, fut rapidement mise en état pour le vol suivant (AC-6), fixé au 11 août. Le vol, qui emporte une maquette de la sonde Surveyor, se déroule sans incident, mais la dernière défaillance, même si elle n'est pas imputable à l'étage Centaur, attire les foudres de représentants du Congrès et de la presse américaine. Le programme Surveyor étant en retard, la NASA effectue un deuxième test du comportement de l'étage cryogénique lorsque celui-ci est placé en orbite et au repos. Malheureusement, le vol AC-8, lancé le 7 avril 1966, est victime d'une défaillance d'un des deux moteurs de l'étage Centaur.

### L'étage Centaur opérationnel
Le 30 mai 1966, l'Atlas-Centaur AC-10 s'envola de l'aire de lancement 36B de Cap Canaveral en emportant la première sonde Surveyor 1 opérationnelle, qui pesait 939 kg. La NASA doutait de la réussite de la mission, car de nombreuses modifications de dernière minute avaient été effectuées sur la sonde. Mais le vol du lanceur, comme celui de Surveyor, se déroulèrent sans aucune anomalie. Le 20 septembre 1966 l'Atlas-Centaur AC-7, qui emportait la sonde Surveyor 2, effectua un vol parfait, mais ce fut la sonde qui connut une défaillance. Un dernier vol de test, AC-9, le 26 octobre 1966, emporta un satellite fictif pour valider la capacité des moteurs de l'étage Centaur à être rallumés après un séjour prolongé en orbite. La réussite du test mit un point final à la longue phase de développement de l'étage Centaur, qui entra désormais dans une phase de production. Cette phase est toujours d'actualité.

## Les différentes versions de l'étage Centaur
L'étage Centaur est aujourd'hui toujours en production, tout en ayant évolué au fur et à mesure des avancées de l'électronique et des améliorations de son moteur. Très performant et doté d'un système de pilotage autonome, il a été adopté comme étage supérieur sur la plupart des lanceurs de moyenne puissance américains existants (Atlas, Delta, Titan), et une version a même été développée pour la navette spatiale américaine. Aujourd'hui, il reste le seul étage supérieur cryogénique américain, ce qui explique sa présence sur les deux principaux lanceurs américains lourds en activité : Atlas V et son successeur Vulcan.

### Les versions Centaur des fusées Atlas

#### Centaur C
La première version développée, qui a été utilisée pour la mise au point de l'étage, porte la dénomination de Centaur C, en référence à la version du lanceur sur laquelle l'étage est monté : l'Atlas LV-3C. Cette version a été utilisée douze fois entre 1963 et 1966 (quatre échecs), dont sept pour sa mise au point (détaillée dans le paragraphe précédent) et quatre pour lancer les premières sondes Surveyor.

#### Centaur D et D1
Les versions D et D1, qui diffèrent seulement par quelques détails dans l'électronique, ont été utilisées entre 1967 et 1983. Elles se caractérisaient, par rapport à la version précédente, par une impulsion spécifique légèrement améliorée et un nouveau calculateur. Les deux versions ont été produites à quarante-deux exemplaires. Elles ont permis de mettre sur orbite des satellites scientifiques lourds (HEAO, OAO), des sondes spatiales (Mariner 6-10, Pioneer 10 et 11, Pioneer Venus), et des satellites de télécommunications lourds des séries Intelsat IV et V.

#### Centaur 1
La création de la version Atlas I du lanceur (les chiffres romains remplacent les lettres), s'accompagna d'une modernisation de l'étage Centaur. La nouvelle version, dite Centaur I, avait une masse à vide diminuée et son isolation thermique n'était désormais plus largable, tout en étant d'un prix de revient beaucoup plus faible. La poussée des moteurs augmenta d'environ 10 %, tandis que l'avionique fut modernisée, avec en particulier le remplacement des gyroscopes par des gyrolasers. Onze vols ont eu lieu entre 1991 et 1997, avec trois échecs dont deux imputables à l'étage Centaur.

#### Centaur 2 et 3
L'étage Centaur 2 était associé à la version suivante de la fusée Atlas II. La poussée du moteur fut portée à 9 tonnes, tandis que l'étage fut allongé de 90 cm. La version 2A disposait d'une poussée encore légèrement améliorée. Ces deux versions furent produites à soixante-trois exemplaires, entre 1991 et 2004.
La version Centaur 3 permit de choisir le nombre de moteurs (1 ou 2) et fut rallongée de 2 m. Cette version de transition, qui préfigurait la refonte mise en œuvre sur l'Atlas V, vola à six exemplaires, entre 2002 et 2004.

#### Common Centaur
L'Atlas V est une refonte complète du lanceur. Le premier étage est désormais propulsé par un moteur russe particulièrement performant, tandis qu'un jeu de propulseurs d'appoint permet d'obtenir des configurations permettant de placer de 12,5 à 20 tonnes de charge utile en orbite basse. Le deuxième étage est confié à une version baptisée Common de l'étage Centaur. Celui-ci reprend les modifications du Centaur 3. 101 exemplaires de l'étage ont volé depuis 2002 (au mois d'août 2024).

### Centaur T sur la fusée Titan
Dans les années 1970, la NASA avait besoin d'une fusée plus puissante que l'Atlas Centaur pour lancer les sondes spatiales Viking, particulièrement lourdes, et des sondes Voyager et Helios qui, elles, nécessitent une grande vitesse de départ. Pour répondre à ce besoin, le puissant lanceur Titan 3D fut associé à un étage Centaur D1. Il fut envisagé que l'étage Centaur allait effectuer un séjour de plusieurs heures en orbite avant d'être rallumé : pour cette raison, la protection thermique sur cet exemplaire n'était pas larguée. Le premier vol de la Titan 3E Centaur fut un échec mais ne remit pas en cause l'assemblage, dont on put vérifier en vol en grande partie le fonctionnement. Les vols suivants, qui eurent lieu entre 1974 et 1977, lancèrent les six sondes spatiales de manière nominale. Les deux sondes allemandes Helios, très légères, laissèrent une grande quantité de carburant non utilisé dans l'étage Centaur. La NASA en profita alors pour faire des tests après largage de la charge utile : l'étage Centaur fut rallumé à cinq reprises sans aucune défaillance, et on mit au point une technique de rotation de l'étage, qui permettait de réduire l'évaporation de l'hydrogène durant la phase de parking en orbite.

### Centaur G et la navette spatiale
Au début des années 1980, les lanceurs traditionnels américains furent cloués au sol : désormais les satellites devaient être lancés par la navette spatiale. Mais celle-ci, pénalisée par sa masse, ne répondait pas aux besoins des satellites qui devaient atteindre des orbites hautes et des sondes, qui devaient être lancées à des vitesses élevées. Un étage de fusée dût donc être hissé en orbite par la navette avec le satellite, pour permettre à celui-ci de se placer sur l'orbite souhaitée. Un nouveau type d'étage Centaur, la version G, fut développée pour répondre aux besoins des satellites les plus lourds. Cette version avait un diamètre porté à 4,33 m au niveau du réservoir d'hydrogène, pour optimiser l'occupation de l'espace dans la soute, tandis que des modifications importantes furent réalisées pour rendre l'étage plus sûr, en particulier pour permettre la purge des ergols en cas d'interruption de la mission de la navette, avant son retour au sol. Deux versions, dotées de moteurs d'une puissance augmentée de 10 %, mais emportant une quantité d'ergols différente (13 tonnes et 20 tonnes) furent créées, pour répondre aux besoins divergents des deux donneurs d'ordres qui se sont partagé les coûts de développement, qui se montent à 286 millions de dollars : l'US Air Force (satellites de reconnaissance et de télécommunications) et la NASA (sondes spatiales, satellites scientifiques en orbite haute). Deux étages étaient prêts, pour le lancement des sondes spatiales Galileo et Ulysses, lorsque se produisit l'explosion de la navette spatiale Challenger, le 28 janvier 1986. L'accident amèna la NASA à réviser ses règles de sécurité, rendant caduc le développement du Centaur G : l'emport d'un étage à propulsion cryogénique dans la soute de la navette fut désormais jugé trop risqué,.
Ce développement n'était pas complètement perdu, puisqu'une version allongée du Centaur G, baptisée Centaur T, comme son homologue des années 1970, fut lancée à quatorze reprises par une fusée Titan, entre 1994 et 2004, pour placer en orbite des satellites de l'US Air Force.

### L'étage Centaur sur la fusée Delta
Pour faire face au poids croissant des satellites géostationnaires, Boeing décida de développer deux lanceurs plus puissants que la Delta II, utilisant comme étage supérieur une version largement adaptée de l'étage Centaur. Deux versions, d'un diamètre de 4 et 5 m, reprenant la configuration du Centaur G, furent proposées. La poussée de la nouvelle version du moteur RL-10, qui était présent à un seul exemplaire sur l'étage, passa à 11 tonnes, en partie grâce à une tuyère extensible. Les réservoirs-ballons furent abandonnés au profit d'une structure rigide. Le premier lanceur, la Delta III, fut lancé à trois reprises (trois échecs) et sa fabrication fut abandonnée. La version suivante, la Delta IV, qui proposait une grande gamme de puissance en jouant sur différentes combinaisons de propulseurs d'appoint, a effectué 45 vols avec un seul échec.

### L'étage Centaur sur la fusée Vulcan
La fusée Vulcan est le successeur à la fois des fusées Atlas V et Delta IV. Son second étage est un Centaur V, dont le diamètre est porté à 5,4 mètres pour une longueur de 11,7 m, comportant deux moteurs RL-10C.

## Lancements comportant un étage Centaur
| Date              | Lanceur                         | Base de lancement | Charge utile | Type de charge utile | Orbite                                        | Remarques      |
| ----------------- | ------------------------------- | ----------------- | --- | --- | --------------------------------------------- | -------------- |
| 9 mai 1962        | Atlas-LV3C / Centaur-A          | Cap Canaveral     | Centaur AC-1 | Vol de tests | Orbite basse                                  | Échec          |
| 27 novembre 1963  | Atlas-LV3C / Centaur-B          | Cap Canaveral     | Centaur AC-2 | Deuxième vol de tests | Orbite basse                                  | Succès         |
| 30 juin 1964      | Atlas-LV3C / Centaur-C          | Cap Canaveral     | Centaur AC-3 | Troisième vol de tests | Orbite basse                                  | Échec          |
| 11 décembre 1964  | Atlas-LV3C / Centaur-C          | Cap Canaveral     | Maquette de la sonde Surveyor | Vol de tests avec une maquette simulant le poids de la sonde Surveyor | Orbite basse                                  | Succès partiel |
| 2 mars 1965       | Atlas-LV3C / Centaur-C          | Cap Canaveral     | Surveyor-SD1 | Vol de tests et simulation dynamique, avec une maquette fonctionnelle de la sonde Surveyor | Orbite basse                                  | Échec          |
| 11 août 1965      | Atlas-LV3C / Centaur-D          | Cap Canaveral     | Surveyor-SD2 | Vol de tests et simulation dynamique, avec une maquette fonctionnelle de la sonde Surveyor | Orbite basse                                  | Succès         |
| 8 avril 1966      | Atlas-LV3C / Centaur-D          | Cap Canaveral     | Surveyor-SD3 | Vol de tests et simulation dynamique, avec une maquette fonctionnelle de la sonde Surveyor | Orbite basse                                  | Succès         |
| 30 mai 1966       | Atlas-LV3C / Centaur-D          | Cap Canaveral     | Surveyor 1 | Exploration de la Lune, en préparation des missions Apollo | Alunissage                                    | Succès         |
| 20 septembre 1966 | Atlas-LV3C / Centaur-D          | Cap Canaveral     | Surveyor 2 | Exploration de la Lune, en préparation des missions Apollo | Alunissage                                    | Succès         |
| 26 octobre 1966   | Atlas-LV3C / Centaur-D          | Cap Canaveral     | Surveyor-SD4 | Vol de tests et simulation dynamique, avec une maquette fonctionnelle de la sonde Surveyor | Orbite basse                                  | Succès         |
| 17 avril 1967     | Atlas-LV3C / Centaur-D          | Cap Canaveral     | Surveyor 3 | Exploration de la Lune, en préparation des missions Apollo | Alunissage                                    | Succès         |
| 14 juillet 1967   | Atlas-LV3C / Centaur-D          | Cap Canaveral     | Surveyor 4 | Exploration de la Lune, en préparation des missions Apollo | Alunissage                                    | Succès         |
| 8 septembre 1967  | Atlas-SLV3C / Centaur-D         | Cap Canaveral     | Surveyor 5 | Exploration de la Lune, en préparation des missions Apollo | Alunissage                                    | Succès         |
| 7 novembre 1967   | Atlas-SLV3C / Centaur-D         | Cap Canaveral     | Surveyor 6 | Exploration de la Lune, en préparation des missions Apollo | Alunissage                                    | Succès         |
| 7 janvier 1968    | Atlas-SLV3C / Centaur-D         | Cap Canaveral     | Surveyor 7 | Exploration de la Lune, en préparation des missions Apollo | Alunissage                                    | Succès         |
| 10 août 1968      | Atlas-SLV3C / Centaur-D         | Cap Canaveral     | ATS-4 (es) | Satellite scientifique : Test de nouvelles technologies spatiales, prises de photos de la couverture nuageuse en haute qualité, mesures sur l'espace et test de systèmes de communications | Orbite moyenne                                | Échec          |
| 7 décembre 1968   | Atlas-SLV3C / Centaur-D         | Cap Canaveral     | OAO-2 | Observatoire astronomique automatisé | Orbite basse                                  | Succès         |
| 25 février 1969   | Atlas-SLV3C / Centaur-D         | Cap Canaveral     | Mariner 6 | Sonde martienne | Orbite martienne                              | Succès         |
| 27 mars 1969      | Atlas-SLV3C / Centaur-D         | Cap Canaveral     | Mariner 7 | Sonde martienne | Orbite martienne                              | Succès         |
| 12 août 1969      | Atlas-SLV3C / Centaur-D         | Cap Canaveral     | ATS-5 (es) | Satellite scientifique : Test de nouvelles technologies spatiales, prises de photos de la couverture nuageuse en haute qualité, mesures sur l'espace et test de systèmes de communications | Orbite moyenne                                | Succès         |
| 30 novembre 1970  | Atlas-SLV3C / Centaur-D         | Cap Canaveral     | OAO-B | Observatoire astronomique automatisé | Orbite basse                                  | Échec          |
| 26 janvier 1971   | Atlas-SLV3C / Centaur-D         | Cap Canaveral     | Intelsat-4 2 | Satellite de télécommunications | Orbite géostationnaire                        | Succès         |
| 9 mai 1971        | Atlas-SLV3C / Centaur-D         | Cap Canaveral     | Mariner 8 | Sonde martienne | Orbite martienne                              | Échec          |
| 30 mai 1971       | Atlas-SLV3C / Centaur-D         | Cap Canaveral     | Mariner 9 | Sonde martienne | Orbite martienne                              | Succès         |
| 20 décembre 1971  | Atlas-SLV3C / Centaur-D         | Cap Canaveral     | Intelsat-4 3 | Satellite de télécommunications | Orbite géostationnaire                        | Succès         |
| 23 janvier 1972   | Atlas-SLV3C / Centaur-D         | Cap Canaveral     | Intelsat-4 4 | Satellite de télécommunications | Orbite géostationnaire                        | Succès         |
| 3 mars 1972       | Atlas-SLV3C / Centaur-D         | Cap Canaveral     | Pioneer 10 | Sonde interplanétaire, à destination des planètes extérieures du système solaire | Hors système solaire                          | Succès         |
| 13 juin 1972      | Atlas-SLV3C / Centaur-D         | Cap Canaveral     | Intelsat-4 5 | Satellite de télécommunications | Orbite géostationnaire                        | Succès         |
| 21 août 1972      | Atlas-SLV3C / Centaur-D         | Cap Canaveral     | OAO-3 | Observatoire astronomique automatisé | Orbite basse                                  | Succès         |
| 6 avril 1973      | Atlas-SLV3D / Centaur-D1A       | Cap Canaveral     | Pioneer 11 | Sonde interplanétaire, à destination des planètes extérieures du système solaire | Hors système solaire                          | Succès         |
| 23 août 1973      | Atlas-SLV3D / Centaur-D1A       | Cap Canaveral     | Intelsat-4 7 | Satellite de télécommunications | Orbite géostationnaire                        | Succès         |
| 3 novembre 1973   | Atlas-SLV3D / Centaur-D1A       | Cap Canaveral     | Mariner 10 | Sonde spatiale d'exploration de Mercure et de Vénus |                                               | Succès         |
| 12 février 1974   | Titan-3E / Centaur-D1T          | Cap Canaveral     | SPHINX (en) et Viking-DS | Satellite d'expérimentations (SPHINX) et maquette dynamique de la future sonde martienne Viking (Viking-DS : Dynamic Simulator) | Orbite géostationnaire                        | Échec          |
| 21 novembre 1974  | Atlas-SLV3D / Centaur-D1A       | Cap Canaveral     | Intelsat-4 8 | Satellite de télécommunications | Orbite géostationnaire                        | Succès         |
| 10 décembre 1974  | Titan-3E / Centaur-D1T          | Cap Canaveral     | Helios 1 | 1re des deux sondes spatiales d'exploration du Soleil | Orbite héliocentrique                         | Succès         |
| 20 février 1975   | Atlas-SLV3D / Centaur-D1A       | Cap Canaveral     | Intelsat-4 6 | Satellite de télécommunications | Orbite géostationnaire                        | Échec          |
| 22 mai 1975       | Atlas-SLV3D / Centaur-D1A       | Cap Canaveral     | Intelsat-4 1 | Satellite de télécommunications | Orbite géostationnaire                        | Succès         |
| 20 août 1975      | Titan-3E / Centaur-D1T          | Cap Canaveral     | Viking 1 | Sonde martienne | Orbite martienne (pour l'orbiteur)            | Succès         |
| 9 septembre 1975  | Titan-3E / Centaur-D1T          | Cap Canaveral     | Viking 2 | Sonde martienne | Orbite martienne (pour l'orbiteur)            | Succès         |
| 26 septembre 1975 | Atlas-SLV3D / Centaur-D1AR      | Cap Canaveral     | Intelsat-4A 1 | Satellite de télécommunications | Orbite géostationnaire                        | Succès         |
| 15 janvier 1976   | Titan-3E / Centaur-D1T          | Cap Canaveral     | Helios 2 | 1re des deux sondes spatiales d'exploration du Soleil | Orbite héliocentrique                         | Succès         |
| 29 janvier 1976   | Atlas-SLV3D / Centaur-D1AR      | Cap Canaveral     | Intelsat-4A 2 | Satellite de télécommunications | Orbite géostationnaire                        | Succès         |
| 29 janvier 1976   | Atlas-SLV3D / Centaur-D1AR      | Cap Canaveral     | Comstar 1A | Satellite de télécommunications destiné à la téléphonie par satellite | Orbite géostationnaire                        | Succès         |
| 22 juillet 1976   | Atlas-SLV3D / Centaur-D1AR      | Cap Canaveral     | Comstar 1B | Satellite de télécommunications destiné à la téléphonie par satellite | Orbite géostationnaire                        | Succès         |
| 26 mai 1977       | Atlas-SLV3D / Centaur-D1AR      | Cap Canaveral     | Intelsat-4A 4 | Satellite de télécommunications | Orbite géostationnaire                        | Succès         |
| 12 août 1977      | Atlas-SLV3D / Centaur-D1AR      | Cap Canaveral     | HEAO-1 | Observatoire astronomique étudiant les rayons X | Orbite basse                                  | Succès         |
| 20 août 1977      | Titan-3E / Centaur-D1T          | Cap Canaveral     | Voyager 2 | Sonde interplanétaire, à destination des planètes extérieures du système solaire | Hors système solaire                          | Succès         |
| 5 septembre 1977  | Titan-3E / Centaur-D1T          | Cap Canaveral     | Voyager 1 | Sonde interplanétaire, à destination des planètes extérieures du système solaire | Hors système solaire                          | Succès         |
| 30 septembre 1977 | Atlas-SLV3D / Centaur-D1AR      | Cap Canaveral     | Intelsat-4A 5 | Satellite de télécommunications | Orbite géostationnaire                        | Échec          |
| 7 janvier 1978    | Atlas-SLV3D / Centaur-D1AR      | Cap Canaveral     | Intelsat-4A 3 | Satellite de télécommunications | Orbite géostationnaire                        | Succès         |
| 9 février 1978    | Atlas-SLV3D / Centaur-D1AR      | Cap Canaveral     | FLTSATCOM 1 | Satellite de télécommunications militaire | Orbite géostationnaire                        | Succès         |
| 31 mars 1978      | Atlas-SLV3D / Centaur-D1AR      | Cap Canaveral     | Intelsat-4A 6 | Satellite de télécommunications | Orbite géostationnaire                        | Succès         |
| 20 mai 1978       | Atlas-SLV3D / Centaur-D1AR      | Cap Canaveral     | Pioneer Venus Orbiter (Pioneer 12) | Sonde spatiale d'exploration de Vénus | Orbite vénusienne fortement elliptique        | Succès         |
| 29 juin 1978      | Atlas-SLV3D / Centaur-D1AR      | Cap Canaveral     | Comstar 1C | Satellite de télécommunications destiné à la téléphonie par satellite | Orbite géostationnaire                        | Succès         |
| 8 août 1978       | Atlas-SLV3D / Centaur-D1AR      | Cap Canaveral     | Pioneer Venus Multiprobe (Pioneer 13) | Sonde spatiale d'exploration de Vénus, dotée de 4 petites sondes pour l'étude de son atmosphère. | écrasée à la surface de Vénus                 | Succès         |
| 13 novembre 1978  | Atlas-SLV3D / Centaur-D1AR      | Cap Canaveral     | HEAO-2 (Einstein) | Observatoire astronomique étudiant les rayons X | Orbite basse                                  | Succès         |
| 4 mai 1979        | Atlas-SLV3D / Centaur-D1AR      | Cap Canaveral     | FLTSATCOM 2 | Satellite de télécommunications militaire | Orbite géostationnaire                        | Succès         |
| 20 septembre 1979 | Atlas-SLV3D / Centaur-D1AR      | Cap Canaveral     | HEAO-3 | Observatoire astronomique étudiant les rayons X | Orbite basse                                  | Succès         |
| 17 janvier 1980   | Atlas-SLV3D / Centaur-D1AR      | Cap Canaveral     | FLTSATCOM 3 | Satellite de télécommunications militaire | Orbite géostationnaire                        | Succès         |
| 31 octobre 1980   | Atlas-SLV3D / Centaur-D1AR      | Cap Canaveral     | FLTSATCOM 4 | Satellite de télécommunications militaire | Orbite géostationnaire                        | Succès         |
| 6 décembre 1980   | Atlas-SLV3D / Centaur-D1AR      | Cap Canaveral     | Intelsat-5 2 | Satellite de télécommunications | Orbite géostationnaire                        | Succès         |
| 21 février 1981   | Atlas-SLV3D / Centaur-D1AR      | Cap Canaveral     | Comstar 1D | Satellite de télécommunications destiné à la téléphonie par satellite | Orbite géostationnaire                        | Succès         |
| 23 mai 1981       | Atlas-SLV3D / Centaur-D1AR      | Cap Canaveral     | Intelsat-5 1 | Satellite de télécommunications | Orbite géostationnaire                        | Succès         |
| 6 août 1981       | Atlas-SLV3D / Centaur-D1AR      | Cap Canaveral     | FLTSATCOM 5 | Satellite de télécommunications militaire | Orbite géostationnaire                        | Succès partiel |
| 15 décembre 1981  | Atlas-SLV3D / Centaur-D1AR      | Cap Canaveral     | Intelsat-5 3 | Satellite de télécommunications | Orbite géostationnaire                        | Succès         |
| 5 mars 1982       | Atlas-SLV3D / Centaur-D1AR      | Cap Canaveral     | Intelsat-5 4 | Satellite de télécommunications | Orbite géostationnaire                        | Succès         |
| 28 septembre 1982 | Atlas-SLV3D / Centaur-D1AR      | Cap Canaveral     | Intelsat-5 5 | Satellite de télécommunications | Orbite géostationnaire                        | Succès         |
| 19 mai 1983       | Atlas-SLV3D / Centaur-D1AR      | Cap Canaveral     | Intelsat-5 6 | Satellite de télécommunications | Orbite géostationnaire                        | Succès         |
| 9 juin 1984       | Atlas-G / Centaur-D1AR          | Cap Canaveral     | Intelsat-5 9 | Satellite de télécommunications | Orbite géostationnaire                        | Succès partiel |
| 22 mars 1985      | Atlas-G / Centaur-D1AR          | Cap Canaveral     | Intelsat-5 10 | Satellite de télécommunications | Orbite géostationnaire                        | Succès         |
| 29 juin 1985      | Atlas-G / Centaur-D1AR          | Cap Canaveral     | Intelsat-5 11 | Satellite de télécommunications | Orbite géostationnaire                        | Succès         |
| 28 septembre 1985 | Atlas-G / Centaur-D1AR          | Cap Canaveral     | Intelsat-5 12 | Satellite de télécommunications | Orbite géostationnaire                        | Succès         |
| 5 décembre 1986   | Atlas-G / Centaur-D1AR          | Cap Canaveral     | FLTSATCOM 7 (USA 20) | Satellite de télécommunications militaire | Orbite géostationnaire                        | Succès         |
| 26 mars 1987      | Atlas-G / Centaur-D1AR          | Cap Canaveral     | FLTSATCOM 6 | Satellite de télécommunications militaire | Orbite géostationnaire                        | Échec          |
| 25 septembre 1989 | Atlas-G / Centaur-D1AR          | Cap Canaveral     | FLTSATCOM 8 (USA 46) | Satellite de télécommunications militaire | Orbite géostationnaire                        | Succès         |
| 25 juillet 1990   | Atlas I / Centaur-1             | Cap Canaveral     | CRRES | Satellite scientifique d'étude de la magnétosphère terrestre | Orbite de transfert géostationnaire           | Succès         |
| 18 avril 1991     | Atlas I / Centaur-1             | Cap Canaveral     | BS 3h | Satellite de retransmission de programmes télévisés pour les régions mal desservies | Orbite géostationnaire                        | Échec          |
| 7 décembre 1991   | Atlas II / Centaur-2            | Cap Canaveral     | Eutelsat-2 F3 | Satellite de télécommunications européen, diffusant essentiellement des chaînes de télévision et de radio par satellite | Orbite géostationnaire                        | Succès         |
| 11 février 1992   | Atlas II / Centaur-2            | Cap Canaveral     | DSCS-3 B14 (USA 78) + IABS | Satellite de télécommunications militaire, accompagné du propulseur d'apogée IABS (Integrated Apogee Boost System) | Orbite géostationnaire                        | Succès         |
| 14 mars 1992      | Atlas I / Centaur-1             | Cap Canaveral     | Galaxy (satellite) | Satellite de télécommunications | Orbite géostationnaire                        | Succès         |
| 10 juin 1992      | Atlas II A / Centaur-2A         | Cap Canaveral     | Intelsat K | Satellite de télécommunications | Orbite géostationnaire                        | Succès         |
| 2 juillet 1992    | Atlas II / Centaur-2            | Cap Canaveral     | DSCS-3 B12 (USA 82) + IABS | Satellite de télécommunications militaire, accompagné du propulseur d'apogée IABS (Integrated Apogee Boost System) | Orbite géostationnaire                        | Succès         |
| 22 août 1992      | Atlas I / Centaur-1             | Cap Canaveral     | Galaxy (satellite) (pt) | Satellite de télécommunications | Orbite géostationnaire                        | Échec          |
| 25 mars 1993      | Atlas I / Centaur-1             | Cap Canaveral     | UFO 1 | Satellite de télécommunications militaire, destiné à usage de l'US Navy | Orbite géostationnaire                        | Succès partiel |
| 19 juillet 1993   | Atlas II / Centaur-2            | Cap Canaveral     | DSCS-3 B9 (USA 93) + IABS | Satellite de télécommunications militaire, accompagné du propulseur d'apogée IABS (Integrated Apogee Boost System) | Orbite géostationnaire                        | Succès         |
| 3 septembre 1993  | Atlas I / Centaur-1             | Cap Canaveral     | UFO 2 (USA 95) | Satellite de télécommunications militaire, destiné à usage de l'US Navy | Orbite géostationnaire                        | Succès         |
| 28 novembre 1993  | Atlas II / Centaur-2            | Cap Canaveral     | DSCS-3 B10 (USA 97) + IABS | Satellite de télécommunications militaire, accompagné du propulseur d'apogée IABS (Integrated Apogee Boost System) | Orbite géostationnaire                        | Succès         |
| 16 décembre 1993  | Atlas II AS / Centaur-2A        | Cap Canaveral     | Telstar 401 | Satellite de télécommunications | Orbite géostationnaire                        | Succès         |
| 7 février 1994    | Titan-4(01)A / Centaur-T        | Cap Canaveral     | Milstar-1 1 (USA 99) | Satellite de télécommunications militaire | Orbite géostationnaire                        | Succès         |
| 3 septembre 1993  | Atlas I / Centaur-1             | Cap Canaveral     | GOES 8 (I) | Satellite météorologique et de surveillance de l'environnement | Orbite géostationnaire                        | Succès         |
| 3 mai 1994        | Titan-4(01)A / Centaur-T        | Cap Canaveral     | Trumpet 1 (USA 103) | Satellite espion surveillant principalement les communications de l'URSS | Orbite de Molnia                              | Succès         |
| 24 juin 1994      | Atlas I / Centaur-1             | Cap Canaveral     | UFO 3 (USA 104) | Satellite de télécommunications militaire, destiné à usage de l'US Navy | Orbite géostationnaire                        | Succès         |
| 3 août 1994       | Atlas II A / Centaur-2A         | Cap Canaveral     | DirecTV 2 (DBS 2) | Satellite de télécommunications, destiné à la diffusion de la télévision par satellite | Orbite géostationnaire                        | Succès         |
| 27 août 1994      | Titan-4(01)A / Centaur-T        | Cap Canaveral     | Mercury 14 (USA 105) | Satellite espion surveillant les télécommunications | Orbite géostationnaire                        | Succès         |
| 6 octobre 1994    | Atlas II AS / Centaur-2A        | Cap Canaveral     | Intelsat 703 | Satellite de télécommunications | Orbite géostationnaire                        | Succès         |
| 22 novembre 1994  | Atlas II A / Centaur-2A         | Cap Canaveral     | Orion 1 (Telstar 11) | Satellite de télécommunications | Orbite géostationnaire                        | Succès         |
| 10 janvier 1995   | Atlas II AS / Centaur-2A        | Cap Canaveral     | Intelsat 704 | Satellite de télécommunications | Orbite géostationnaire                        | Succès         |
| 29 janvier 1995   | Atlas II / Centaur-2            | Cap Canaveral     | UFO 4 (USA 108) | Satellite de télécommunications militaire, destiné à usage de l'US Navy | Orbite géostationnaire                        | Succès         |
| 22 mars 1995      | Atlas II AS / Centaur-2A        | Cap Canaveral     | Intelsat 705 | Satellite de télécommunications | Orbite géostationnaire                        | Succès         |
| 7 avril 1995      | Atlas II A / Centaur-2A         | Cap Canaveral     | AMSC 1 (M-Sat 2) | Satellite de télécommunications | Orbite géostationnaire                        | Succès         |
| 14 mai 1995       | Titan-4(01)A / Centaur-T        | Cap Canaveral     | Orion 3 (USA 110) | Satellite de télécommunications | Orbite géostationnaire                        | Succès         |
| 23 mai 1995       | Atlas I / Centaur-1             | Cap Canaveral     | GOES 9 (J) | Satellite météorologique et de surveillance de l'environnement | Orbite géostationnaire                        | Succès         |
| 31 mai 1995       | Atlas II / Centaur-2            | Cap Canaveral     | UFO 5 (USA 111) | Satellite de télécommunications militaire, destiné à usage de l'US Navy | Orbite géostationnaire                        | Succès         |
| 10 juillet 1995   | Titan-4(01)A / Centaur-T        | Cap Canaveral     | Trumpet 2 (USA 112) | Satellite espion surveillant principalement les communications de l'URSS | Orbite de Molnia                              | Succès         |
| 31 juillet 1995   | Atlas II A / Centaur-2A         | Cap Canaveral     | DSCS-3 B7 (USA 113) + IABS | Satellite de télécommunications militaire, accompagné du propulseur d'apogée IABS (Integrated Apogee Boost System) | Orbite géostationnaire                        | Succès         |
| 29 août 1995      | Atlas II AS / Centaur-2A        | Cap Canaveral     | JCSAT-3 | Satellite de télécommunications pour l'opérateur japonais SKY Perfect JSAT Corporation | Orbite géostationnaire                        | Succès         |
| 31 mai 1995       | Atlas II / Centaur-2            | Cap Canaveral     | UFO 6 (USA 114) | Satellite de télécommunications militaire, destiné à usage de l'US Navy | Orbite géostationnaire                        | Succès         |
| 6 novembre 1995   | Titan-4(01)A / Centaur-T        | Cap Canaveral     | Milstar-1 2 (USA 115) | Satellite de télécommunications militaire | Orbite géostationnaire                        | Succès         |
| 2 décembre 1995   | Atlas II AS / Centaur-2A        | Cap Canaveral     | SoHO | Observatoire solaire spatial | Point de Lagrange L1                          | Succès         |
| 15 décembre 1995  | Atlas II A / Centaur-2A         | Cap Canaveral     | Galaxy 3R | Satellite de télécommunications | Orbite géostationnaire                        | Succès         |
| 1er février 1996  | Atlas II AS / Centaur-2A        | Cap Canaveral     | Palapa C1 | Satellite de télécommunications | Orbite géostationnaire                        | Succès         |
| 3 avril 1996      | Atlas II A / Centaur-2A         | Cap Canaveral     | Inmarsat-3 (1996-1998) | Satellite de télécommunications | Orbite géostationnaire                        | Succès         |
| 24 avril 1996     | Titan-4(01)A / Centaur-T        | Cap Canaveral     | Mercury 15 (USA 118) | Satellite espion surveillant les télécommunications | Orbite géostationnaire                        | Succès         |
| 30 avril 1996     | Atlas I / Centaur-1             | Cap Canaveral     | SAX (Beppo-SAX) | télescope spatial étudiant les rayons X | Orbite basse                                  | Succès         |
| 25 juillet 1996   | Atlas II / Centaur-2            | Cap Canaveral     | UFO 7 (USA 127) | Satellite de télécommunications militaire, destiné à usage de l'US Navy | Orbite géostationnaire                        | Succès         |
| 8 septembre 1996  | Atlas II A / Centaur-2A         | Cap Canaveral     | GE 1 | Satellite de télécommunications | Orbite géostationnaire                        | Succès         |
| 21 novembre 1996  | Atlas II A / Centaur-2A         | Cap Canaveral     | Hot Bird 2 | Satellite de télécommunications | Orbite géostationnaire                        | Succès         |
| 18 décembre 1996  | Atlas II A / Centaur-2A         | Cap Canaveral     | Inmarsat-3 F3 | Satellite de télécommunications | Orbite géostationnaire                        | Succès         |
| 17 février 1997   | Atlas II AS / Centaur-2A        | Cap Canaveral     | JCSAT-4 | Satellite de télécommunications pour l'opérateur japonais SKY Perfect JSAT Corporation | Orbite géostationnaire                        | Succès         |
| 8 mars 1997       | Atlas II A / Centaur-2A         | Cap Canaveral     | Tempo 2 (DirecTV 6) | Satellite de télécommunications destiné à la diffusion de la télévision par satellite | Orbite géostationnaire                        | Succès         |
| 25 avril 1997     | Atlas I / Centaur-1             | Cap Canaveral     | GOES 10 (K) | Satellite météorologique et de surveillance de l'environnement | Orbite géostationnaire                        | Succès         |
| 28 juillet 1997   | Atlas II AS / Centaur-2A        | Cap Canaveral     | Superbird C | Satellite de télécommunications | Orbite géostationnaire                        | Succès         |
| 4 septembre 1997  | Atlas II A / Centaur-2A         | Cap Canaveral     | GE 3 | Satellite de télécommunications | Orbite géostationnaire                        | Succès         |
| 5 octobre 1997    | Atlas II AS / Centaur-2A        | Cap Canaveral     | EchoStar 3 | Satellite de télécommunications de retransmission de programmes télévisés en direct, pour l'opérateur EchoStar Communications | Orbite géostationnaire                        | Succès         |
| 15 octobre 1997   | Titan-4(01)B / Centaur-T        | Cap Canaveral     | Cassini-Huygens | Sonde spatiale d'exploration de Saturne et de ses lunes. L'atterrisseur Huygens se pose sur Titan. | Orbite autour de Saturne                      | Succès         |
| 25 octobre 1997   | Atlas II A / Centaur-2A         | Cap Canaveral     | DSCS-3 B13 (USA 134) + IABS / Falcon Gold | Satellite de télécommunications militaire, accompagné du propulseur d'apogée IABS (Integrated Apogee Boost System) et satellite d'expérimentations (Falcon Gold) | Orbite géostationnaire                        | Succès         |
| 7 novembre 1997   | Titan-4(01)A / Centaur-T        | Cap Canaveral     | Trumpet 3 (USA 136) | Satellite espion surveillant principalement les communications de l'URSS | Orbite de Molnia                              | Succès         |
| 8 décembre 1997   | Atlas II AS / Centaur-2A        | Cap Canaveral     | Galaxy 8i | Satellite de télécommunications de l'opérateur satellite PanAmSat Corporation | Orbite géostationnaire                        | Succès         |
| 29 janvier 1998   | Atlas II A / Centaur-2A         | Cap Canaveral     | Quasar 12 (USA 137) | Relais de communications pour les satellites espions placés en orbite polaire | Orbite de Molnia                              | Succès         |
| 28 février 1998   | Atlas II AS / Centaur-2A        | Cap Canaveral     | Intelsat 806 | Satellite de télécommunications | Orbite géostationnaire                        | Succès         |
| 16 mars 1998      | Atlas II / Centaur-2            | Cap Canaveral     | UFO 8 (USA 138) | Satellite de télécommunications militaire, destiné à usage de l'US Navy | Orbite géostationnaire                        | Succès         |
| 14 mai 1995       | Titan-4(01)B / Centaur-T        | Cap Canaveral     | Orion 4 (USA 139) | Satellite de télécommunications | Orbite géostationnaire                        | Succès         |
| 18 juin 1998      | Atlas II AS / Centaur-2A        | Cap Canaveral     | Intelsat 805 | Satellite de télécommunications | Orbite géostationnaire                        | Succès         |
| 12 août 1998      | Titan-4(01)A / Centaur-T        | Cap Canaveral     | Mercury 16 | Satellite espion surveillant les télécommunications | Orbite géostationnaire                        | Échec          |
| 9 octobre 1998    | Atlas II A / Centaur-2A         | Cap Canaveral     | Hot Bird 5 | Satellite de télécommunications | Orbite géostationnaire                        | Succès         |
| 20 octobre 1998   | Atlas II A / Centaur-2A         | Cap Canaveral     | UFO 9 (USA 141) | Satellite de télécommunications militaire, destiné à usage de l'US Navy | Orbite géostationnaire                        | Succès         |
| 16 février 1999   | Atlas II AS / Centaur-2A        | Cap Canaveral     | JCSAT-6 | Satellite de télécommunications pour l'opérateur japonais SKY Perfect JSAT Corporation | Orbite géostationnaire                        | Succès         |
| 12 avril 1999     | Atlas II AS / Centaur-2A        | Cap Canaveral     | Eutelsat W3 | Satellite de télécommunications pour l'opérateur français Eutelsat | Orbite géostationnaire                        | Succès         |
| 30 avril 1999     | Titan-4(01)B / Centaur-T        | Cap Canaveral     | Milstar-2 1 (USA 143) | Satellite de télécommunications militaire | Orbite géostationnaire                        | Échec          |
| 23 septembre 1999 | Atlas II AS / Centaur-2A        | Cap Canaveral     | EchoStar 5 | Satellite de télécommunications de retransmission de programmes télévisés en direct, pour l'opérateur EchoStar Communications | Orbite géostationnaire                        | Succès         |
| 23 novembre 1999  | Atlas II A / Centaur-2A         | Cap Canaveral     | UFO 10 (USA 146) | Satellite de télécommunications militaire, destiné à usage de l'US Navy | Orbite géostationnaire                        | Succès         |
| 18 décembre 1999  | Atlas II AS / Centaur-2A        | Vandenberg AFB    | EOS-AM 1 (Terra) | Satellite scientifique d'observation de l'environnement et du climat terrestres | Orbite héliosynchrone                         | Succès         |
| 21 janvier 2000   | Atlas II A / Centaur-2A         | Cap Canaveral     | DSCS-3 B8 (USA 148) + IABS | Satellite de télécommunications militaire, accompagné du propulseur d'apogée IABS (Integrated Apogee Boost System) | Orbite géostationnaire                        | Succès         |
| 3 février 2000    | Atlas II AS / Centaur-2A        | Cap Canaveral     | Hispasat 1C | Satellite de télécommunications | Orbite géostationnaire                        | Succès         |
| 3 mai 2000        | Atlas II A / Centaur-2A         | Cap Canaveral     | GOES 11 (L) | Satellite météorologique et de surveillance de l'environnement | Orbite géostationnaire                        | Succès         |
| 24 mai 2000       | Atlas III A / Centaur-3A        | Cap Canaveral     | Eutelsat W4 | Satellite de télécommunications pour l'opérateur français Eutelsat | Orbite géostationnaire                        | Succès         |
| 30 juin 2000      | Atlas II A / Centaur-2A         | Cap Canaveral     | TDRS 8 (H) | Satellite de télécommunications servant de relais entre le sol et les véhicules spatiaux (navette, ISS, satellites scientifiques) | Orbite géostationnaire                        | Succès         |
| 14 juillet 2000   | Atlas II AS / Centaur-2A        | Cap Canaveral     | EchoStar 6 | Satellite de télécommunications de retransmission de programmes télévisés en direct, pour l'opérateur EchoStar Communications | Orbite géostationnaire                        | Succès         |
| 20 octobre 2000   | Atlas II A / Centaur-2A         | Cap Canaveral     | DSCS-3 B11 (USA 153) + IABS | Satellite de télécommunications militaire, accompagné du propulseur d'apogée IABS (Integrated Apogee Boost System) | Orbite géostationnaire                        | Succès         |
| 6 décembre 2000   | Atlas II AS / Centaur-2A        | Cap Canaveral     | Quasar 13 (USA 155) | Relais de communications pour les satellites espions placés en orbite polaire | Orbite géostationnaire                        | Succès         |
| 27 février 2001   | Titan-4(01)B / Centaur-T        | Cap Canaveral     | Milstar-2 2 (USA 157) | Satellite de télécommunications militaire | Orbite géostationnaire                        | Succès         |
| 19 juin 2001      | Atlas II AS / Centaur-2A        | Cap Canaveral     | ICO F2 | Satellite de télécommunications | Orbite moyenne                                | Succès         |
| 23 juillet 2001   | Atlas II A / Centaur-2A         | Cap Canaveral     | GOES 12 (M) | Satellite météorologique et de surveillance de l'environnement | Orbite géostationnaire                        | Succès         |
| 23 juillet 2001   | Atlas II A / Centaur-2A         | Vandenberg AFB    | Intruder 5A (USA 160) et Intruder 5B (USA 160-2) | Satellites de surveillance des communications maritimes et aériennes | Orbite basse                                  | Succès         |
| 11 octobre 2001   | Atlas II AS / Centaur-2A        | Cap Canaveral     | Quasar 14 (USA 162) | Relais de communications pour les satellites espions placés en orbite polaire | Orbite géostationnaire                        | Succès         |
| 15 janvier 2002   | Titan-4(01)B / Centaur-T        | Cap Canaveral     | Milstar-2 3 (USA 164) | Satellite de télécommunications militaire | Orbite géostationnaire                        | Succès         |
| 21 février 2002   | Atlas III B-DEC / Centaur-3-DEC | Cap Canaveral     | EchoStar 7 | Satellite de télécommunications de retransmission de programmes télévisés en direct, pour l'opérateur EchoStar Communications | Orbite géostationnaire                        | Succès         |
| 8 mars 2002       | Atlas II A / Centaur-2A         | Cap Canaveral     | TDRS 9 (I) | Satellite de télécommunications servant de relais entre le sol et les véhicules spatiaux (navette, ISS, satellites scientifiques) | Orbite géostationnaire                        | Succès         |
| 21 août 2002      | Atlas V (401) / Centaur-5-SEC   | Cap Canaveral     | Hot Bird 6 | Satellite de télécommunications | Orbite géostationnaire                        | Succès         |
| 18 septembre 2002 | Atlas II AS / Centaur-2A        | Cap Canaveral     | Hispasat 1D | Satellite de télécommunications | Orbite géostationnaire                        | Succès         |
| 5 décembre 2002   | Atlas II A / Centaur-2A         | Cap Canaveral     | TDRS 10 (J) | Satellite de télécommunications servant de relais entre le sol et les véhicules spatiaux (navette, ISS, satellites scientifiques) | Orbite géostationnaire                        | Succès         |
| 8 avril 2003      | Titan-4(01)B / Centaur-T        | Cap Canaveral     | Milstar-2 4 (USA 169) | Satellite de télécommunications militaire | Orbite géostationnaire                        | Succès         |
| 12 avril 2003     | Atlas III B-SEC / Centaur-3-SEC | Cap Canaveral     | AsiaSat 4 | Satellite de télécommunications | Orbite géostationnaire                        | Succès         |
| 13 mai 2003       | Atlas V (401) / Centaur-5-SEC   | Cap Canaveral     | Hellas-Sat 2 | Satellite de télécommunications | Orbite géostationnaire                        | Succès         |
| 17 juillet 2003   | Atlas V (521) / Centaur-5-SEC   | Cap Canaveral     | Rainbow 1 (EchoStar 12) | Satellite de télécommunications de retransmission de programmes télévisés en direct, pour l'opérateur EchoStar Communications | Orbite géostationnaire                        | Succès         |
| 9 septembre 2003  | Titan-4(01)B / Centaur-T        | Cap Canaveral     | Orion 5 (USA 171) | Satellite de télécommunications | Orbite géostationnaire                        | Succès         |
| 2 décembre 2003   | Atlas II AS / Centaur-2A        | Vandenberg AFB    | Intruder 6A (USA 173) et Intruder 6B (USA 173-2) | Satellites de surveillance des communications maritimes et aériennes | Orbite basse                                  | Succès         |
| 18 décembre 2003  | Atlas III B-SEC / Centaur-3-SEC | Cap Canaveral     | UFO 11 (USA 174) | Satellite de télécommunications militaire, destiné à usage de l'US Navy | Orbite géostationnaire                        | Succès         |
| 5 février 2004    | Atlas II AS / Centaur-2A        | Cap Canaveral     | AMC 10 (ex-GE 10) | Satellite de télécommunications | Orbite géostationnaire                        | Succès         |
| 13 mars 2004      | Atlas III A / Centaur-3A        | Cap Canaveral     | MBSat 1 | Satellite de télécommunications | Orbite géostationnaire                        | Succès         |
| 16 avril 2004     | Atlas II AS / Centaur-2A        | Cap Canaveral     | Superbird 6 (Superbird A2) | Satellite de télécommunications | Orbite géostationnaire                        | Succès         |
| 19 mai 2004       | Atlas II AS / Centaur-2A        | Cap Canaveral     | AMC 11 (ex-GE 11) | Satellite de télécommunications | Orbite géostationnaire                        | Succès         |
| 31 août 2004      | Atlas II AS / Centaur-2A        | Cap Canaveral     | Quasar 15 (USA 179, NROL 1) | Relais de communications pour les satellites espions placés en orbite polaire | Orbite de Molnia                              | Succès         |
| 17 décembre 2004  | Atlas V (521) / Centaur-5-SEC   | Cap Canaveral     | AMC 16 | Satellite de télécommunications | Orbite géostationnaire                        | Succès         |
| 3 février 2005    | Atlas III B-SEC / Centaur-3-SEC | Cap Canaveral     | Intruder 7A (USA 181) et Intruder 7B (USA 181-2) | Satellites de surveillance des communications maritimes et aériennes | Orbite basse                                  | Succès         |
| 11 mars 2005      | Atlas V (431) / Centaur-5-SEC   | Cap Canaveral     | Inmarsat-4 F1 | Satellite de télécommunications | Orbite géostationnaire                        | Succès         |
| 12 août 2005      | Atlas V (401) / Centaur-5-SEC   | Cap Canaveral     | Mars Reconnaissance Orbiter | Sonde martienne | Orbite martienne                              | Succès         |
| 19 janvier 2006   | Atlas V (551) / Centaur-5-SEC   | Cap Canaveral     | New Horizons et Star-48B | Sonde spatiale à destination de Pluton et son satellite naturel Charon, accompagnée d'un étage supérieur à propergol solide Star-48B | Survol unique des planètes visées             | Succès         |
| 20 avril 2006     | Atlas V (411) / Centaur-5-SEC   | Cap Canaveral     | ASTRA 1KR | Satellite de télécommunications | Orbite géostationnaire                        | Succès         |
| 9 mars 2007       | Atlas V (401) / Centaur-5-SEC   | Cap Canaveral     | ASTRO, NEXTSat/CSC, STPSat 1, CFESat, MidSTAR 1, FalconSat 3 | Démonstrateurs technologiques (ASTRO, NEXTSat/CSC, CFESat) et satellites expérimentaux (STPSat 1, MidSTAR 1, FalconSat 3) | Orbite basse                                  | Succès         |
| 15 juin 2007      | Atlas V (401) / Centaur-5-SEC   | Cap Canaveral     | Intruder 8A (USA 194) et 8B (USA 194-2) (NROL 30) | Satellites de surveillance des communications maritimes et aériennes | Orbite basse                                  | Succès partiel |
| 11 octobre 2007   | Atlas V (421) / Centaur-5-SEC   | Cap Canaveral     | WGS 1 (USA 195) | Satellite de télécommunications | Orbite géostationnaire                        | Succès         |
| 10 décembre 2007  | Atlas V (401) / Centaur-5-SEC   | Cap Canaveral     | Quasar 16 (USA 198, NROL 24) | Relais de communications pour les satellites espions placés en orbite polaire | Orbite de Molnia                              | Succès         |
| 13 mars 2008      | Atlas V (411) / Centaur-5-SEC   | Vandenberg AFB    | Trumpet-F/O 2 (USA 200, NROL 28) | Relais de communications pour les satellites espions placés en orbite polaire, et également support pour le système d'alerte avancée SBIRS-HEO-2 et l'installation scientifique TWINS B. | Orbite de Molnia                              | Succès         |
| 14 avril 2008     | Atlas V (421) / Centaur-5-SEC   | Cap Canaveral     | ICO G1 (EchoStar G1) | Satellite de télécommunications | Orbite géostationnaire                        | Succès         |
| 4 avril 2009      | Atlas V (421) / Centaur-5-SEC   | Cap Canaveral     | WGS 2 (USA 204) | Satellite de télécommunications | Orbite géostationnaire                        | Succès         |
| 18 juin 2009      | Atlas V (401) / Centaur-5-SEC   | Cap Canaveral     | Lunar Reconnaissance Orbiter et LCROSS | Sondes spatiales d'étude de la Lune | Orbite lunaire (LRO), impact lunaire (LCROSS) | Succès         |
| 8 septembre 2009  | Atlas V (401) / Centaur-5-SEC   | Cap Canaveral     | PAN (P360, USA 207) | Satellite secret américain, supposé être un système d'espionnage | Orbite géostationnaire                        | Succès         |
| 18 octobre 2009   | Atlas V (401) / Centaur-5-SEC   | Vandenberg AFB    | DMSP-5D3 F18 (USA 210) | Satellite météorologique militaire | Orbite basse                                  | Succès         |
| 23 novembre 2009  | Atlas V (431) / Centaur-5-SEC   | Cap Canaveral     | Intelsat 14 | Satellite de télécommunications | Orbite géostationnaire                        | Succès         |
| 11 février 2010   | Atlas V (401) / Centaur-5-SEC   | Cap Canaveral     | Solar Dynamics Observatory (SDO) | Observatoire solaire spatial | Orbite géostationnaire inclinée               | Succès         |
| 22 avril 2010     | Atlas V (501) / Centaur-5-SEC   | Cap Canaveral     | X-37B OTV-1 | Prototype de navette spatiale sans pilote | Orbite basse                                  | Succès         |
| 14 août 2010      | Atlas V (531) / Centaur-5-SEC   | Cap Canaveral     | AEHF 1 (USA-214) | Satellite de télécommunications militaire | Orbite géostationnaire                        | Succès         |
| 20 septembre 2010 | Atlas V (501) / Centaur-5-SEC   | Vandenberg AFB    | Topaz 1 (USA-215, NROL 41) | Satellite espion de reconnaissance radar | Orbite basse                                  | Succès         |
| 5 mars 2011       | Atlas V (501) / Centaur-5-SEC   | Cap Canaveral     | X-37B OTV-2 (USA 226) | Prototype de navette spatiale sans pilote | Orbite basse                                  | Succès         |
| 15 avril 2011     | Atlas V (411) / Centaur-5-SEC   | Vandenberg AFB    | Intruder 9A (USA 229) et Intruder 9B (USA 229-2) (NROL 34) | Satellites de surveillance des communications maritimes et aériennes | Orbite basse                                  | Succès partiel |
| 7 mai 2011        | Atlas V (401) / Centaur-5-SEC   | Cap Canaveral     | SBIRS-GEO 1 (USA 230) | Satellite militaire d'alerte avancée, détectant les infrarouges (principalement utilisé pour détecter les départs de missiles balistiques) | Orbite géostationnaire                        | Succès         |
| 5 août 2011       | Atlas V (551) / Centaur-5-SEC   | Cap Canaveral     | Juno | Sonde spatiale pour l'étude de Jupiter | Orbite héliocentrique, puis autour de Jupiter | Succès         |
| 26 novembre 2011  | Atlas V (541) / Centaur-5-SEC   | Cap Canaveral     | Mars Science Laboratory (+ Curiosity) | Sonde spatiale martienne + robot d'exploration en surface (Curiosity) | Orbite martienne (atterrissage pour le robot) | Succès         |
| 24 février 2012   | Atlas V (551) / Centaur-5-SEC   | Cap Canaveral     | MUOS 1 | Satellite de télécommunications militaire pour l'US Navy | Orbite géostationnaire                        | Succès         |
| 4 mai 2012        | Atlas V (531) / Centaur-5-SEC   | Cap Canaveral     | AEHF 1 (USA-235) | Satellite de télécommunications militaire | Orbite géostationnaire                        | Succès         |
| 20 juin 2012      | Atlas V (401) / Centaur-5-SEC   | Cap Canaveral     | Quasar 18 (USA 236, NROL 38) | Relais de communications pour les satellites espions placés en orbite polaire | Orbite géostationnaire                        | Succès         |
| 30 août 2012      | Atlas V (401) / Centaur-5-SEC   | Cap Canaveral     | RBSP A et RBSP B (Van Allen Probes) | Deux satellites scientifiques chargés d'étudier la magnétosphère terrestre et les ceintures de Van Allen | Orbite fortement elliptique                   | Succès         |
| 13 septembre 2012 | Atlas V (401) / Centaur-5-SEC   | Vandenberg AFB    | Intruder 10A (USA 238) et 10B (USA 238-2) (NROL 36) + cubesats Aeneas, SMDC-ONE 2.1, SMDC-ONE 2.2, STARE A, CINEMA 1, CSSWE, CXBN, AeroCube 4A, AeroCube 4B, AeroCube 4C, CP5 et OUTSat                                               | Satellites de surveillance des communications maritimes et aériennes (Intruder 10A et 10B), d'expérimentations scientifiques (Aeneas, CINEMA 1, CSSWE, CXBN, CP5), d'expérimentations militaires (SMDC-ONE 2.1 et 2.2), de surveillance photographique des débris spatiaux (STARE A) et démonstrateurs technologiques (AeroCube 4A, 4B et 4C, OUTSat) | Orbite basse                                  | Succès         |
| 11 décembre 2012  | Atlas V (501) / Centaur-5-SEC   | Cap Canaveral     | X-37B OTV-3 (USA 240) | Prototype de navette spatiale sans pilote | Orbite basse                                  | Succès         |
| 31 janvier 2013   | Atlas V (401) / Centaur-5-SEC   | Cap Canaveral     | TDRS 11 (K) | Satellite de télécommunications servant de relais entre le sol et les véhicules spatiaux (navette, ISS, satellites scientifiques) | Orbite géostationnaire                        | Succès         |
| 11 février 2013   | Atlas V (401) / Centaur-5-SEC   | Vandenberg AFB    | Landsat-8 (LDCM) | Satellite d'observation de la terre | Orbite basse                                  | Succès         |
| 19 mars 2013      | Atlas V (401) / Centaur-5-SEC   | Cap Canaveral     | SBIRS-GEO 2 (USA 241) | Satellite militaire d'alerte avancée, détectant les infrarouges (principalement utilisé pour détecter les départs de missiles balistiques) | Orbite géostationnaire                        | Succès         |
| 15 mai 2013       | Atlas V (401) / Centaur-5-SEC   | Cap Canaveral     | GPS-2F 4 (Navstar 66, USA 242, Vega) | Satellite de navigation (GPS) | Orbite moyenne/haute                          | Succès         |
| 19 juillet 2013   | Atlas V (551) / Centaur-5-SEC   | Cap Canaveral     | MUOS 2 | Satellite de télécommunications militaire pour l'US Navy | Orbite géostationnaire                        | Succès         |
| 18 septembre 2013 | Atlas V (531) / Centaur-5-SEC   | Cap Canaveral     | AEHF 3 (USA-246) | Satellite de télécommunications militaire | Orbite géostationnaire                        | Succès         |
| 18 novembre 2013  | Atlas V (401) / Centaur-5-SEC   | Cap Canaveral     | MAVEN | Sonde spatiale martienne | Orbite martienne basse et elliptique          | Succès         |
| 6 décembre 2013   | Atlas V (501) / Centaur-5-SEC   | Vandenberg AFB    | Topaz 3 (USA-247, NROL 39) + cubesats ALICE, SMDC-ONE 2.3, SMDC-ONE 2.4, AeroCube 5A, AeroCube 5B, SNaP, TacSat 6, FIREBIRD A, FIREBIRD B, CUNYSAT 1, IPEX (CP 8), M-Cubed/COVE 2                                                     | Satellite espion de reconnaissance radar (Topaz 3), démonstrateurs technologiques (ALICE, AeroCube 5A et 5B, IPEX (CP 8)), d'expérimentations militaires (SMDC-ONE 2.3 et 2.4, SNaP, TacSat 6) et de recherches scientifiques (FIREBIRD A et B, CUNYSAT 1, M-Cubed/COVE 2)                                                                            | Orbite basse                                  | Succès         |
| 24 janvier 2014   | Atlas V (401) / Centaur-5-SEC   | Cap Canaveral     | TDRS 12 (L) | Satellite de télécommunications servant de relais entre le sol et les véhicules spatiaux (navette, ISS, satellites scientifiques) | Orbite géostationnaire                        | Succès         |
| 3 avril 2014      | Atlas V (401) / Centaur-5-SEC   | Vandenberg AFB    | DMSP-5D3 F20 (USA 249) | Satellite météorologique militaire | Orbite basse                                  | Succès         |
| 10 avril 2014     | Atlas V (541) / Centaur-5-SEC   | Cap Canaveral     | Mercury F/0 1 (USA 250, NROL 67) | Satellite secret, probablement un satellite espion surveillant les télécommunications | Orbite géostationnaire                        | Succès         |
| 22 mai 2014       | Atlas V (401) / Centaur-5-SEC   | Cap Canaveral     | Quasar 19 (USA 252, NROL 33) | Relais de communications pour les satellites espions placés en orbite polaire | Orbite géostationnaire                        | Succès         |
| 13 août 2014      | Atlas V (401) / Centaur-5-SEC   | Vandenberg AFB    | WorldView 3 | Satellite d'observation de la Terre, prenant des photographies à haute résolution pour le compte de l'opérateur DigitalGlobe | Orbite basse                                  | Succès         |
| 17 septembre 2014 | Atlas V (401) / Centaur-5-SEC   | Cap Canaveral     | CLIO (USA 257) | Satellite ELINT (renseignement électronique) | ?                                             | Succès         |
| 29 octobre 2014   | Atlas V (401) / Centaur-5-SEC   | Cap Canaveral     | GPS-2F 8 (USA 258) | Satellite de navigation (GPS) | Orbite moyenne/haute                          | Succès         |
| 13 décembre 2014  | Atlas V (541) / Centaur-5-SEC   | Vandenberg AFB    | Trumpet 6 (USA 259, NROL 35) | SIGINT, alerte avancée | Orbite de moliya                              | Succès         |
| 21 janvier 2015   | Atlas V (551) / Centaur-5-SEC   | Cap Canaveral     | MUOS 2 | Satellite de télécommunications | Orbite géostationnaire                        | Succès         |
| 13 mars 2015      | Atlas V (421) / Centaur-5-SEC   | Cap Canaveral     | MMS 1 / MMS 2 / MMS 3 / MMS 4 | Satellites scientifiques d'étude de la magnétosphère terrestre | Orbite géostationnaire                        | Succès         |
| 20 mai 2015       | Atlas V (501) / Centaur-5-SEC   | Cap Canaveral     | X-37B OTV-4 (USA 261) + cubesats GEARRS 2 / LightSail 1 / OptiCube 1 / OptiCube 2 / OptiCube 3 / USS Langley / AeroCube 8A / AeroCube 8B / BRICSat-P / PSat A                                                                         | 4e vol de la navette spatiale automatique X-37B, plus lancement de nombreux cubesats | ?                                             | Succès         |
| 15 juillet 2015   | Atlas V (401) / Centaur-5-SEC   | Cap Canaveral     | GPS-2F 10 (USA 262) | Satellite de navigation (GPS) | Orbite haute                                  | Succès         |
| 2 septembre 2015  | Atlas V (551) / Centaur-5-SEC   | Cap Canaveral     | MUOS 4 | Satellite de télécommunications | Orbite géostationnaire                        | Succès         |
| 2 octobre 2015    | Atlas V (421) / Centaur-5-SEC   | Cap Canaveral     | MEXSAT 2 (Morelos 3) | Satellite de télécommunications mexicain | Orbite géostationnaire                        | Succès         |
| 8 octobre 2015    | Atlas V (401) / Centaur-5-SEC   | Vandenberg AFB    | Intruder 11A (USA 264) et 11B (USA-284-2, NROL 55) + cubesats SNaP-3 ALICE / SNaP-3 EDDIE / SNaP-3 JIMI / LMRSTSat / SINOD-D 1 / SINOD-D 3 / AeroCube 5C / OCSD A (AeroCube 7A) / ARC 1 / BisonSat / Fox 1A / PropCube 1 / PropCube 3 | Satellites de surveillance océanique, plus lancement de nombreux cubesats | Orbite basse/moyenne                          | Succès         |
| 31 octobre 2015   | Atlas V (401) / Centaur-5-SEC   | Cap Canaveral     | GPS-2F 11 (USA 265) | Satellite de navigation (GPS) | Orbite haute                                  | Succès         |
| 6 décembre 2015   | Atlas V (401) / Centaur-5-SEC   | Cap Canaveral     | Cygnus CRS-4 + cubesats SIMPL / AggieSat 4 / Bevo 2 / Flock-2e 1 à 12 / MinXSS 1 / CADRE / Nodes 1 / Nodes 2 / STMSat 1 / SNAPS | 4e vol du cargo automatique Cygnus (1er vol de sa version améliorée « enhanced ») pour le ravitaillement de l'ISS, plus lancement de nombreux cubesats | Orbite basse                                  | Succès         |
| 5 février 2016    | Atlas V (401) / Centaur-5-SEC   | Cap Canaveral     | GPS-2F 12 (USA 266) | Satellite de navigation (GPS) | Orbite haute                                  | Succès         |
| 23 mars 2016      | Atlas V (401) / Centaur-5-SEC   | Cap Canaveral     | Cygnus CRS-6 + cubesats Diwata 1 / Flock-2e' 1 à 20 / Lemur-2 5 à 13 | 6e vol du cargo automatique Cygnus pour le ravitaillement de l'ISS, plus lancement de nombreux cubesats | Orbite basse                                  | Succès         |
| 24 juin 2016      | Atlas V (551) / Centaur-5-SEC   | Cap Canaveral     | MUOS 5 | Satellite de télécommunications | Orbite géostationnaire                        | Succès         |
| 28 juillet 2016   | Atlas V (421) / Centaur-5-SEC   | Cap Canaveral     | Quasar 20 ? (USA 269, NROL 61) | Satellite relais de télécommunications pour les satellites espions américains KH-11 | Orbite géostationnaire                        | Succès         |